# Západní kultura

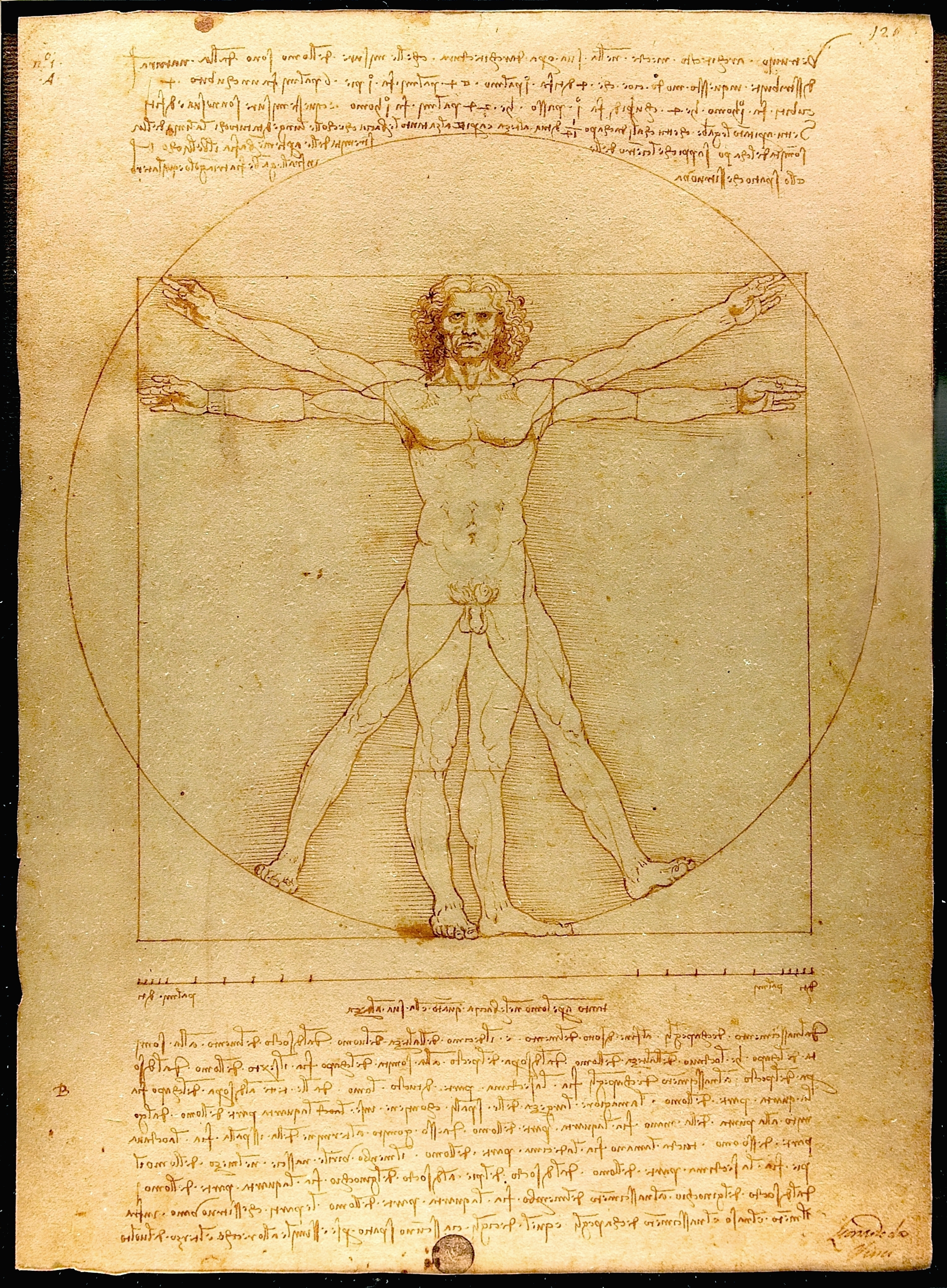
Vitruviánský muž Leonarda da Vinciho. Na základě korelací ideálních lidských proporcí s geometrií, které popsal starořímský architekt Vitruvius v III. knize svého pojednání De architectura.

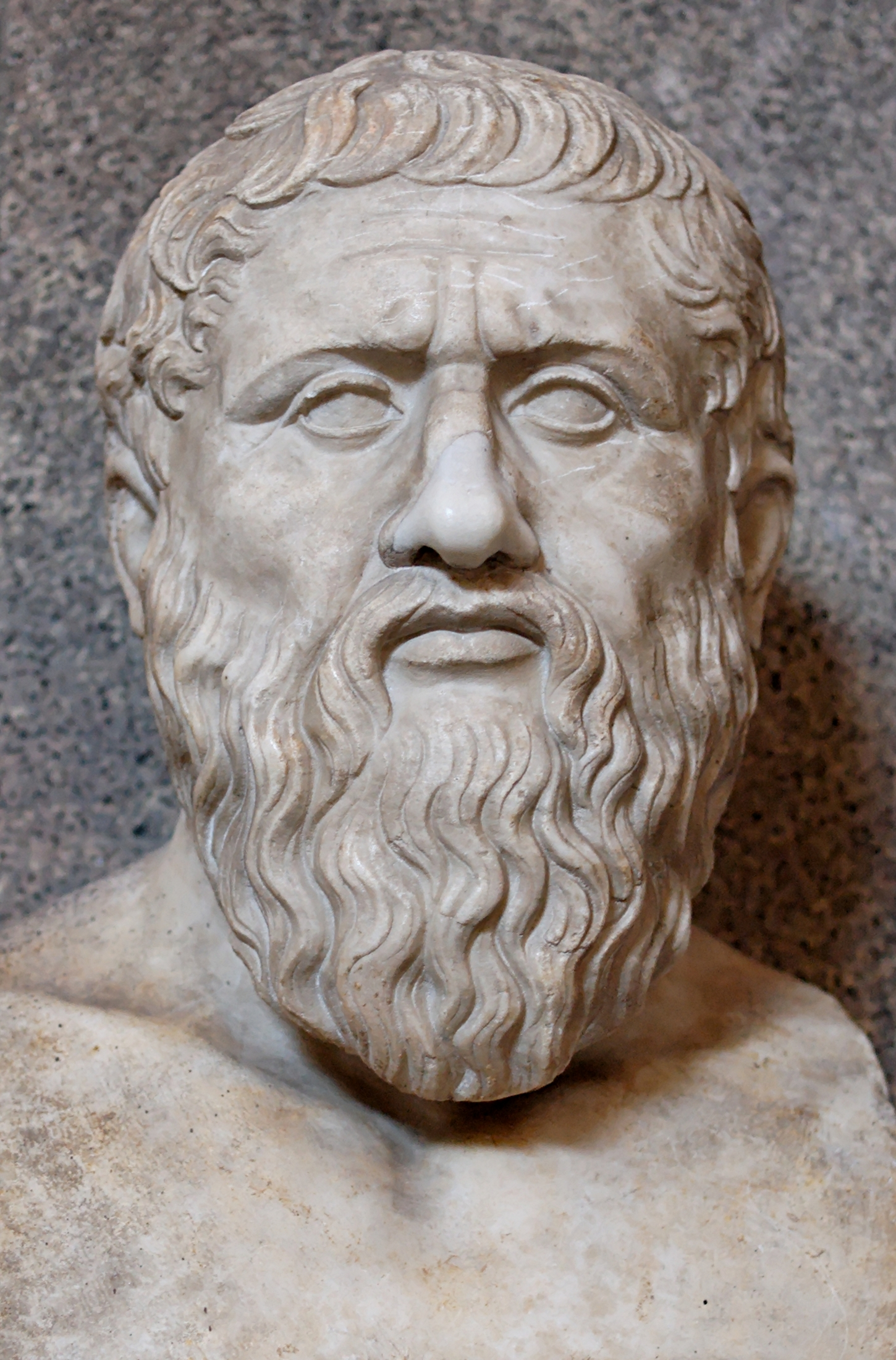
Platón spolu se svým žákem Aristotelem a učitelem Sokratem pomohli ustavit západní filozofii.

Západní kultura, také známá jako západní civilizace nebo západní společnost, je dědictví sociálních norem, etických hodnot, tradičních zvyků, systémů víry, politických systémů, artefaktů a technologií západního světa. Západní hodnoty se stávají symboly dominantní mentality pro kulturu západních společností. Tento termín se vztahuje i mimo Evropu na země a kultury, jejichž historie je s Evropou silně spojena imigrací, kolonizací nebo vlivem. Například západní kultura zahrnuje země v Americe a Oceánii. Západní kultura je nejvíce ovlivněná řeckou filosofií, římským právem a křesťanskou kulturou.
Rozšíření řecké kultury do helénistického světa východního Středomoří vedlo k syntéze mezi řeckými a blízkovýchodními kulturami a velkým pokrokům v literatuře, inženýrství a vědě a poskytlo prostor pro expanzi raného křesťanství a řeckého Nového zákona. Toto období se překrývalo s a bylo následováno obdobím starověkého Říma, který významně přispěl v oblastech práva, vlády, inženýrství a politické organizace.
Západní kultura se vyznačuje řadou uměleckých, filozofických, literárních a právních témat a tradic. Křesťanství, především římskokatolická církev, a později protestantismus hraje významnou roli ve formování západní civilizace přinejmenším od 4. století, stejně tak judaismus.
Základním kamenem západního myšlení, počínaje starověkým Řeckem a pokračující přes středověk a renesanci, je myšlenka racionalismu v různých sférách života rozvinutá helénistickou filozofií, scholastikou a humanismem. Empirismus dal později vzniknout vědecké metodě, vědecké revoluci a osvícenství.
Západní kultura se dále rozvíjela s christianizací evropské společnosti během středověku, reformami vyvolanými renesancí 12. a 13. století pod vlivem islámského světa a italské renesance. Středověké křesťanství si připisuje vytvoření moderní univerzity, moderního nemocničního systému, vědecké ekonomie a přirozeného práva (které později ovlivnilo tvorbu mezinárodního práva). Křesťanství hrálo roli v ukončení praktik běžných mezi pohanskými společnostmi, jako jsou lidské oběti, otroctví, zabíjení novorozenců a polygamie. Evropská kultura se vyvíjela s komplexním rozsahem filozofie, středověké scholastiky, mystiky a křesťanského a sekulárního humanismu. Racionální myšlení se vyvíjelo během dlouhého věku změn a formování, s osvícenstvím a průlomy ve vědě. Tendence, které definovaly moderní západní společnosti, zahrnují koncept politického pluralismu, individualismu, prominentních subkultur nebo kontrakultur (jako jsou hnutí New Age) a rostoucí kulturní synkretismus vyplývající z globalizace a lidské migrace.

## Terminologie

Západní svět po Studené válce podle Huntingtona

Západ jako geografická oblast je nejasná a nedefinovaná. Častěji se k identifikaci západní společnosti používá ideologie státu. Existuje určitá neshoda ohledně toho, které národy by měly nebo neměly být zahrnuty do této kategorie a v jaké době. Kultura ztotožněná s Východem a Západem se sama proměňuje s časem a místem (od starověkého světa po moderní). Geograficky by dnešní „Západ“ zahrnoval Evropu (zejména státy, které společně tvoří Evropskou unii, Spojené království, Norsko a Švýcarsko) spolu s mimoevropskými územími patřícími do anglicky, španělsky a portugalsky, a v širším kontextu i francouzsky mluvícího světa. Vzhledem k tomu, že kontext je vysoce zaujatý a závislý na souvislostech, neexistuje žádná dohodnutá definice toho, co je „Západ“.
Je obtížné určit, kteří jedinci do které kategorie zapadají, a kontrast mezi Východem a Západem je někdy kritizován jako relativistický a svévolný. Globalismus rozšířil západní myšlenky tak široce, že téměř všechny moderní kultury jsou do určité míry ovlivněny aspekty západní kultury. Stereotypní pohledy na „Západ“ byly označeny jako okcidentalismus, paralelně s orientalismem – termínem pro stereotypní pohledy na „Východ“ z 19. století.
Někteří filosofové rozporovali zda západní kultura může být považována za historicky zdravý, sjednocený soubor myšlenek. Například Kwame Anthony Appiah poukazuje na to, že mnohé ze základních vlivů na západní kulturu, jako je řecká filosofie, do jisté míry sdílí také islámský svět. Appiah tvrdí, že původ západní a evropské identity lze vysledovat až k muslimské invazi na Iberii, kde křesťané vytvořili společnou křesťanskou a evropskou identitu.
Jak Evropané objevovali svět, staré koncepty se přizpůsobily. Oblast, která byla dříve považována za Orient („Východ“), se stala Blízkým východem, protože zájmy evropských mocností poprvé v 19. století zasahovaly do Japonska období Meidži a Číny období Čching. Tak se čínsko-japonská válka v letech 1894–1895 odehrála na Dálném východě, zatímco problémy obklopující úpadek Osmanské říše se současně objevily na Blízkém východě. Termín Střední východ v polovině 19. století zahrnoval území na východ od Osmanské říše, ale západ od Číny – Velká Persie a Velká Indie – se nyní ve většině jazyků používá jako synonymum pro „Blízký východ“.

## Dějiny
Nejstarší civilizací, která ovlivnila vývoj západní kultury, byla ta z Mezopotámie; oblasti říčního systému řek Eufrat a Tigris, do značné míry odpovídající dnešnímu Iráku, severovýchodní Sýrii, jihovýchodnímu Turecku a jihozápadnímu Íránu; kolébky civilizace. Starověký Egypt měl na západní kulturu podobně silný vliv.
Koncepty toho, co je Západ, vznikly z dědictví Západořímské a Východořímské říše. Později byly ideje Západu formovány koncepty latinského křesťanstva a Svaté říše římské. To, co je dnes považováno za západní myšlení, pochází především z řecko-římských a germánských vlivů a zahrnuje ideály středověku, renesance a osvícenství a také křesťanskou kulturu.

### Antický Západ

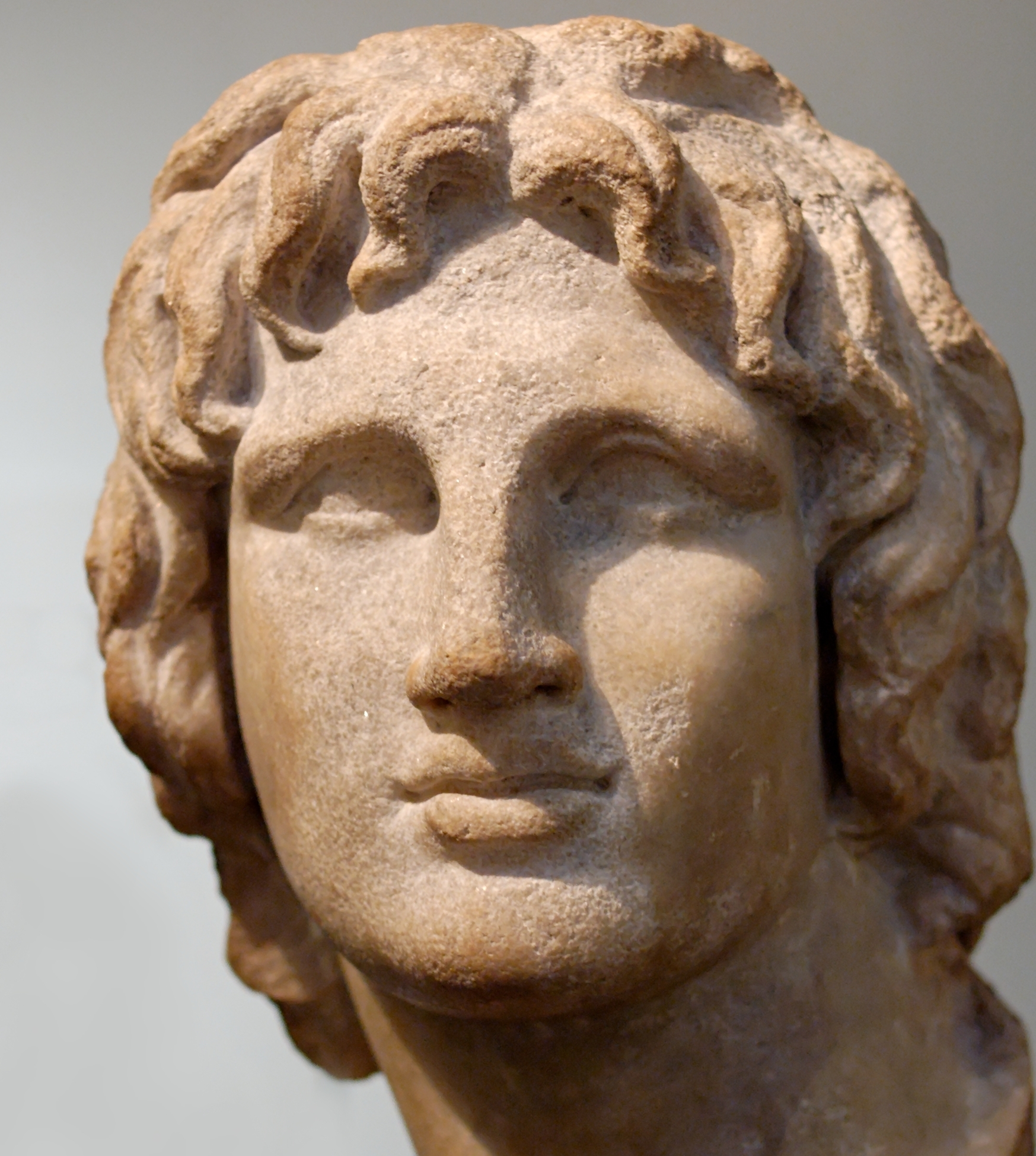
Alexandr Veliký

Zatímco koncept „Západu“ neexistoval až do vzniku Římské republiky, kořeny tohoto pojmu lze vysledovat až do starověkého Řecka. Od homérské literatury (trojských válek), přes vyprávění o řecko-perských válkách od Hérodota až do doby Alexandra Velikého existovalo paradigma kontrastu mezi Řeky a jinými civilizacemi. Řekové se cítili jako nejcivilizovanější národ a viděli se (ve formulaci Aristotela) jako něco mezi vyspělými civilizacemi Blízkého východu (které považovali za měkké a otrocké) a divokými barbary ze zbytku Evropy na sever od Řecka. Během tohoto období spisovatelé jako Hérodotos a Xenofón zdůrazňovali důležitost svobody ve starořeckém světě, na rozdíl od otroctví takzvaného barbarského světa.
Alexandrovo dobývání vedlo ke vzniku helénistické civilizace, představující syntézu řeckých a blízkovýchodních kultur v oblasti východního Středomoří. Blízkovýchodní civilizace starověkého Egypta a Levanty, které se dostaly pod řeckou nadvládu, se staly součástí helénistického světa. Nejdůležitějším helenistickým centrem vzdělanosti byl Ptolemaiovský Egypt, který přitahoval řecké, egyptské, židovské, perské, fénické a dokonce indické učence. Helénistická věda, filosofie, architektura, literatura a umění později poskytly základ přijatý Římskou říší, která zachvátila Evropu a středomořský svět, včetně helénistického světa při svých dobýváních v 1. století před Kristem.
Po římském dobytí helénistického světa vznikl koncept „Západu“, protože vznikl kulturní předěl mezi řeckým východem a latinským západem. Latinsky mluvící Západořímská říše se skládala ze západní Evropy a severozápadní Afriky, zatímco řecky mluvící Východořímská říše (později Byzantská říše) se skládala z Balkánu, Malé Asie, Egypta a Levanty. „Řecký“ východ byl obecně bohatší a vyspělejší než „latinský“ západ.[zdroj?] S výjimkou Itálie byly nejbohatší provincie Římské říše na východě, zejména římský Egypt, který byl nejbohatší římskou provincií mimo Itálii. Nicméně i Keltové na Západě sepsali významná literární díla (příkladem je básník Caecilius Statius) a sami měli velké množství znalostí o vědě (jak je vidět v jejich Colignském kalendáři).

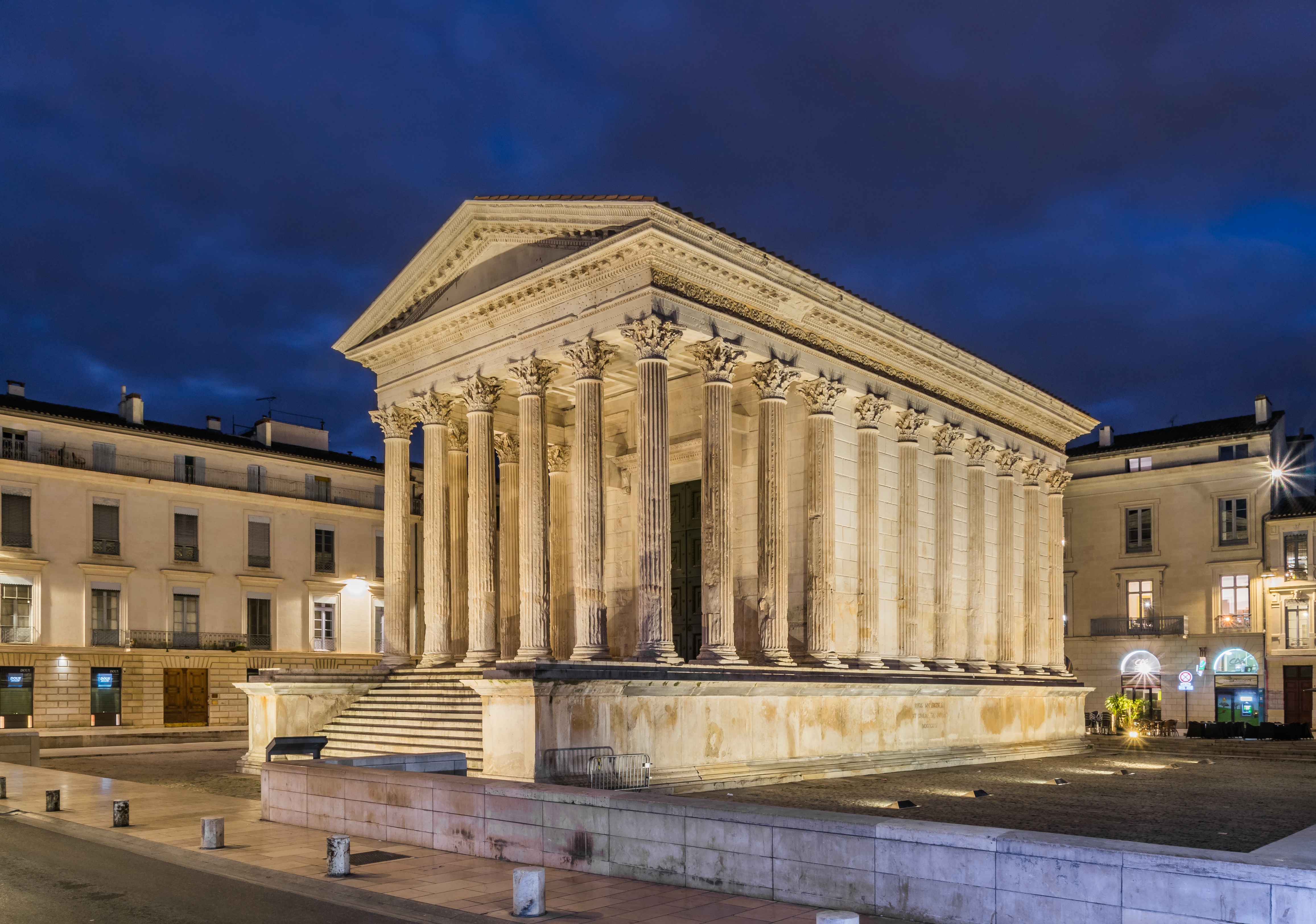
Maison Carrée v Nîmes, jeden z nejzachovalejších římských chrámů.

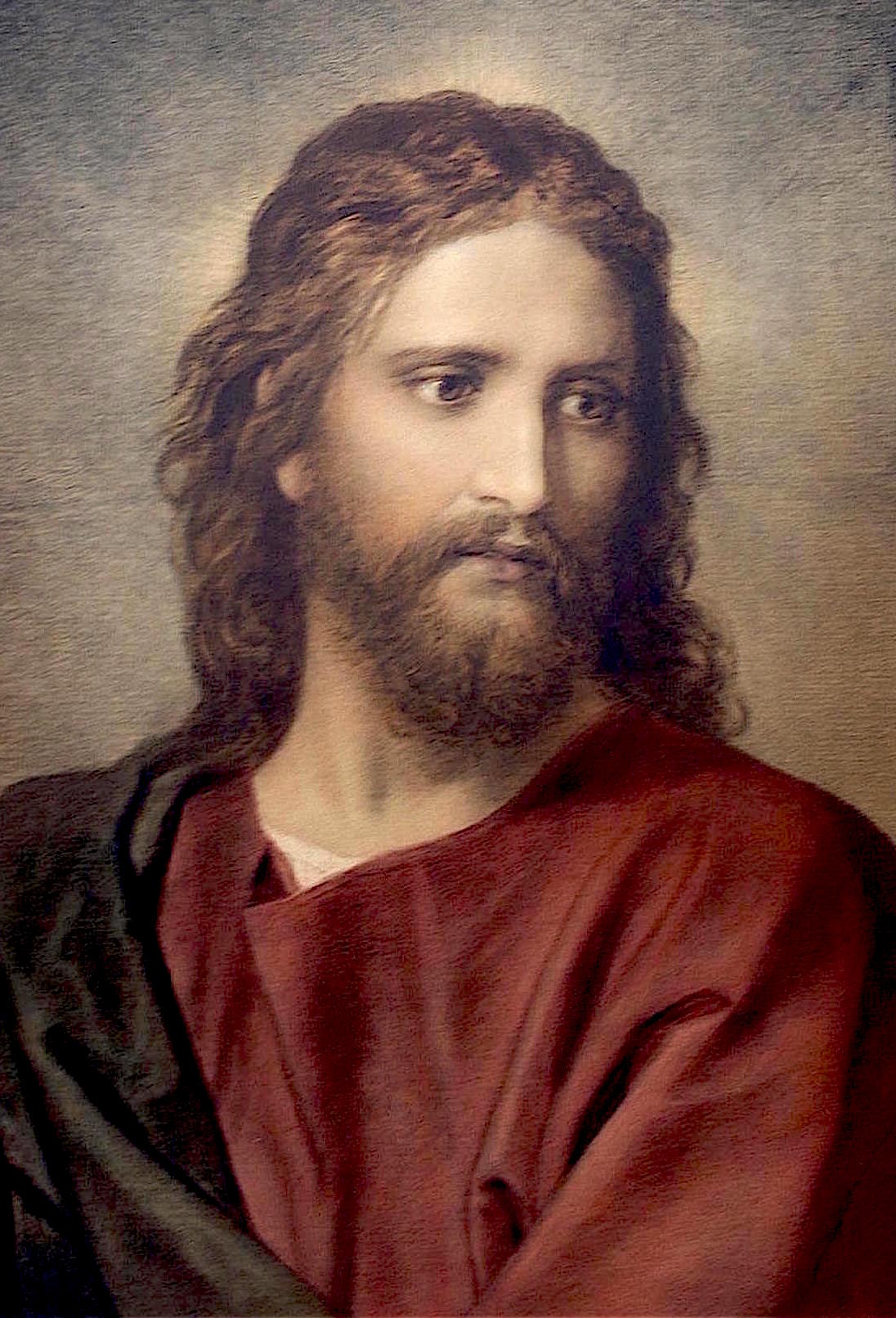
Znázornění Ježíše Nazaretského, ústřední postavy křesťanství.

Asi pět set let si Římská říše udržovala řecký východ a upevňovala latinský západ, ale rozdělení mezi východem a západem zůstalo, což se odráželo v mnoha kulturních normách těchto dvou oblastí, včetně jazyka. Nakonec se říše stále více rozdělovala na západní a východní část, čímž se oživily staré představy o kontrastu mezi vyspělým Východem a drsným Západem.
Od dob Alexandra Velikého (helénistické období) se řecká civilizace dostávala do kontaktu s civilizací židovskou. Křesťanství nakonec vyvstalo ze synkretismu helénské kultury, římské kultury a judaismu druhého chrámu, postupně se rozšířilo po Římské říši a zastínilo jeho předchůdce a vlivy. Vzestup křesťanství přetvořil velkou část řecko-římské tradice a kultury; christianizovaná kultura byla základem pro rozvoj západní civilizace po pádu Říma (který vyplynul ze vzrůstajícího tlaku barbarů mimo římskou kulturu). Římská kultura se také mísila s keltskými, germánskými a slovanskými kulturami, které se pomalu integrovaly do západní kultury: počínaje především přijetím křesťanství.

### Středověký Západ

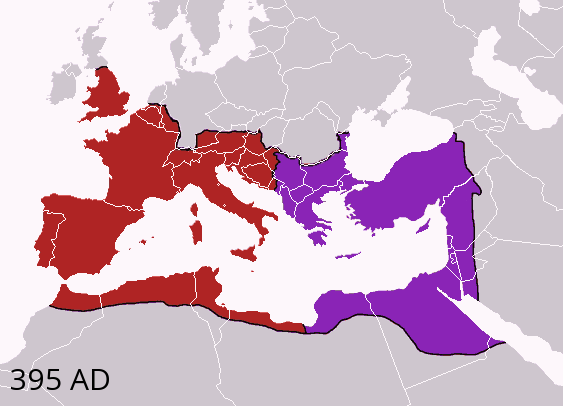
Rozdělená Římská říše roku 395, Západořímská říše je vyznačena červeně

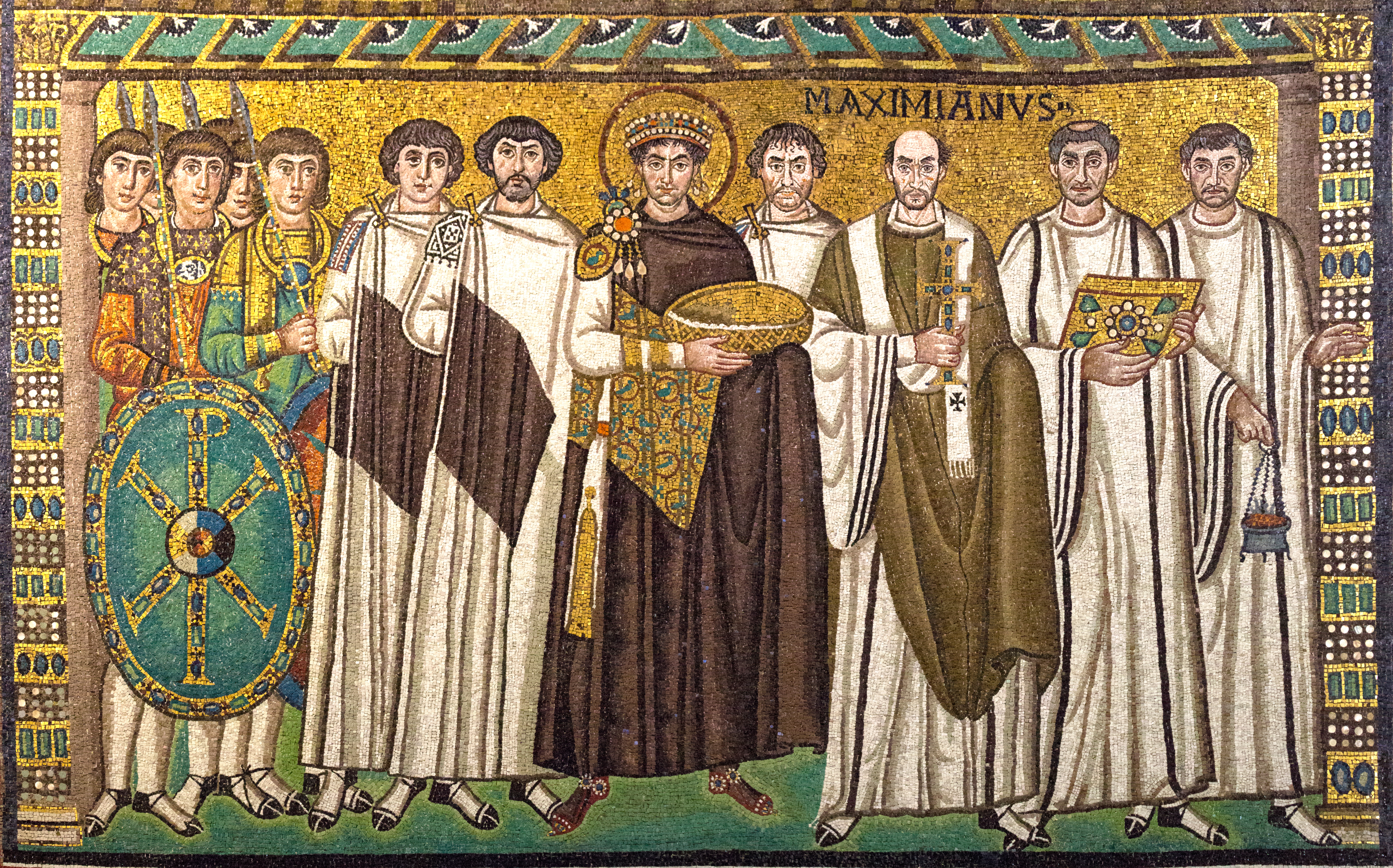
Mozaika Justiniána I. s jeho dvorem, cca 547–549, bazilika San Vitale (Ravenna, Itálie)

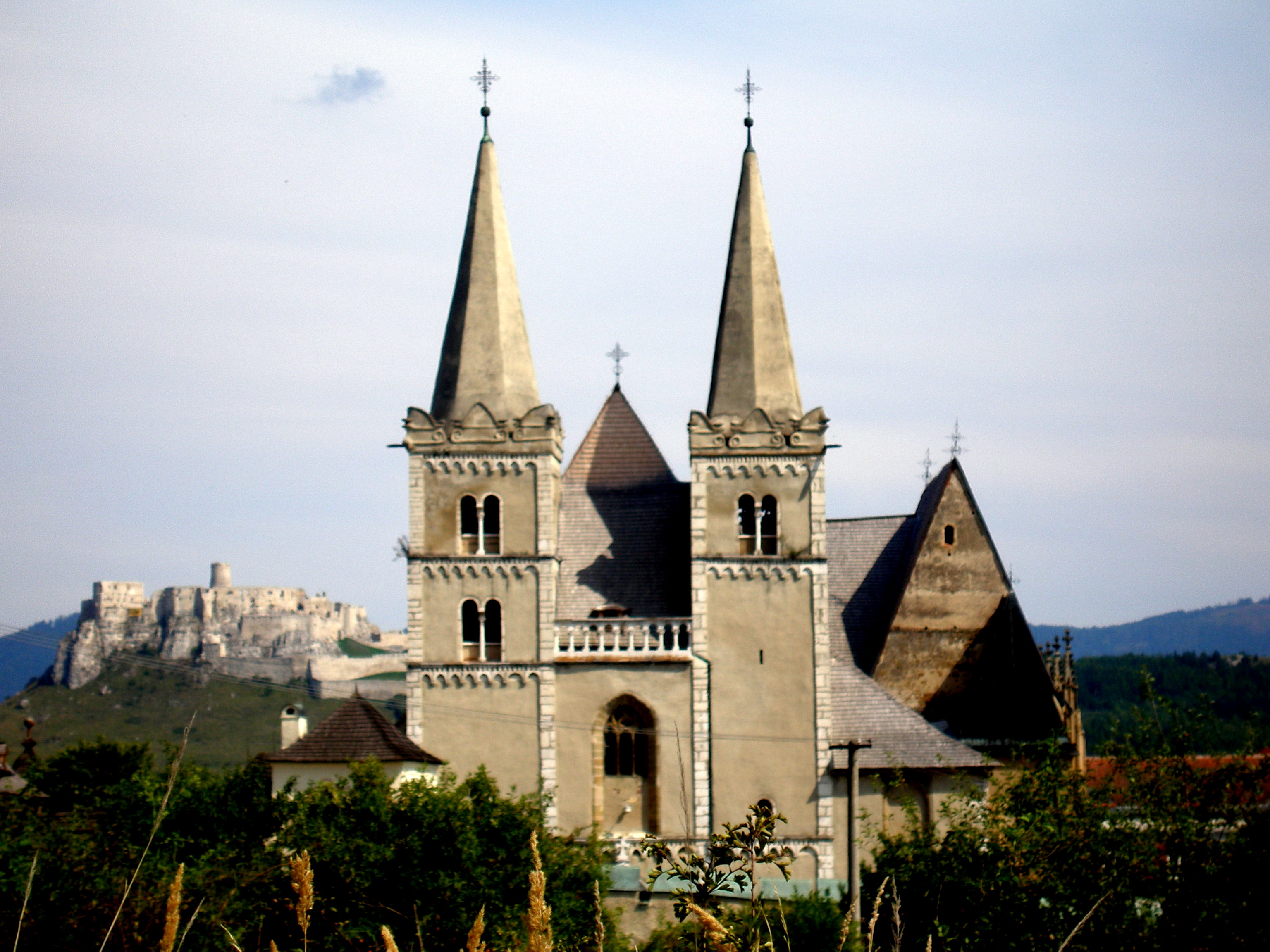
Dva hlavní symboly středověké západní civilizace na jednom obrázku: gotický chrám sv. Martina ve Spišském Podhradí (Slovensko) a Spišský hrad za chrámem

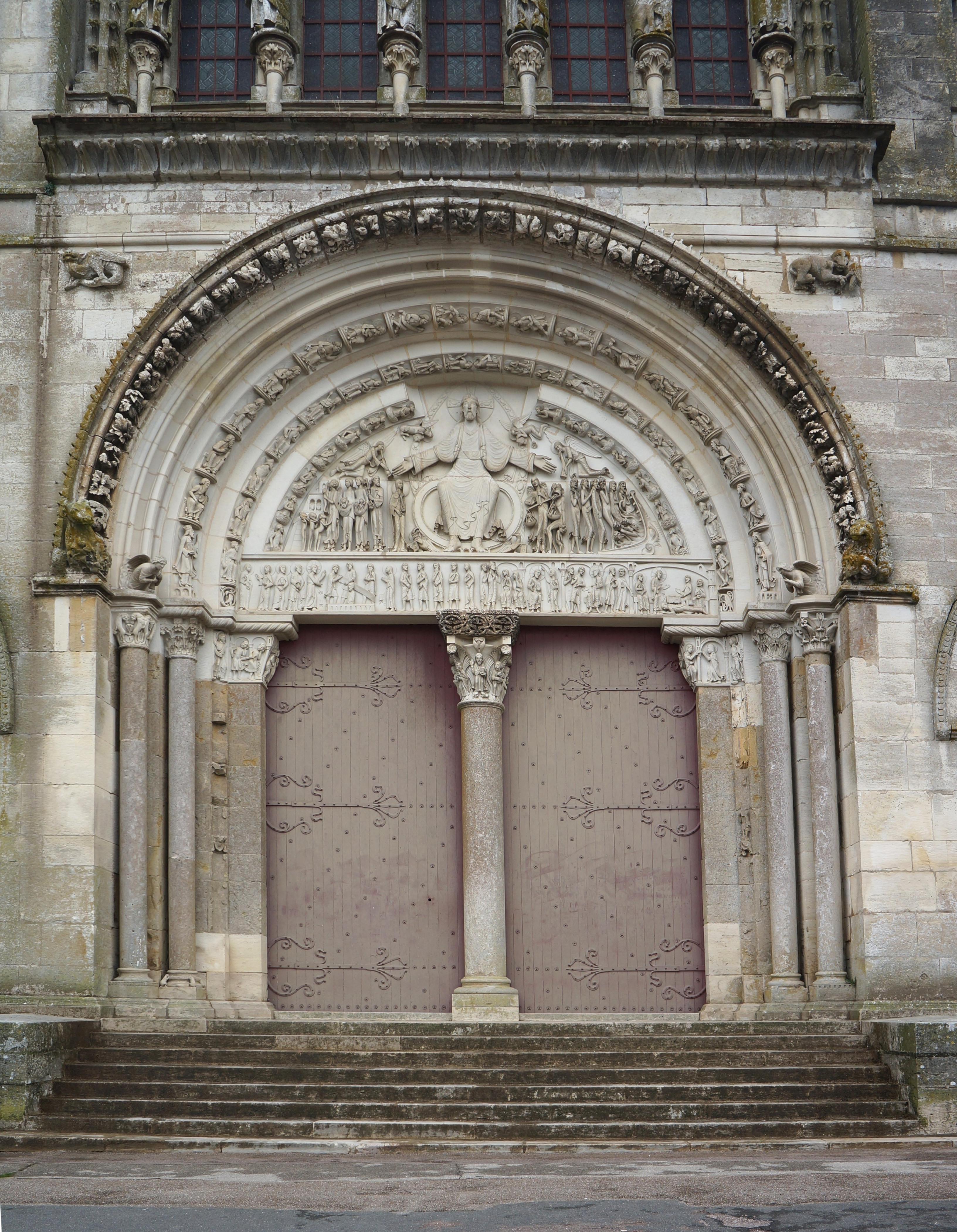
Kamenný basreliéf Ježíše z kláštera Vézelay (Burgundsko, Francie)

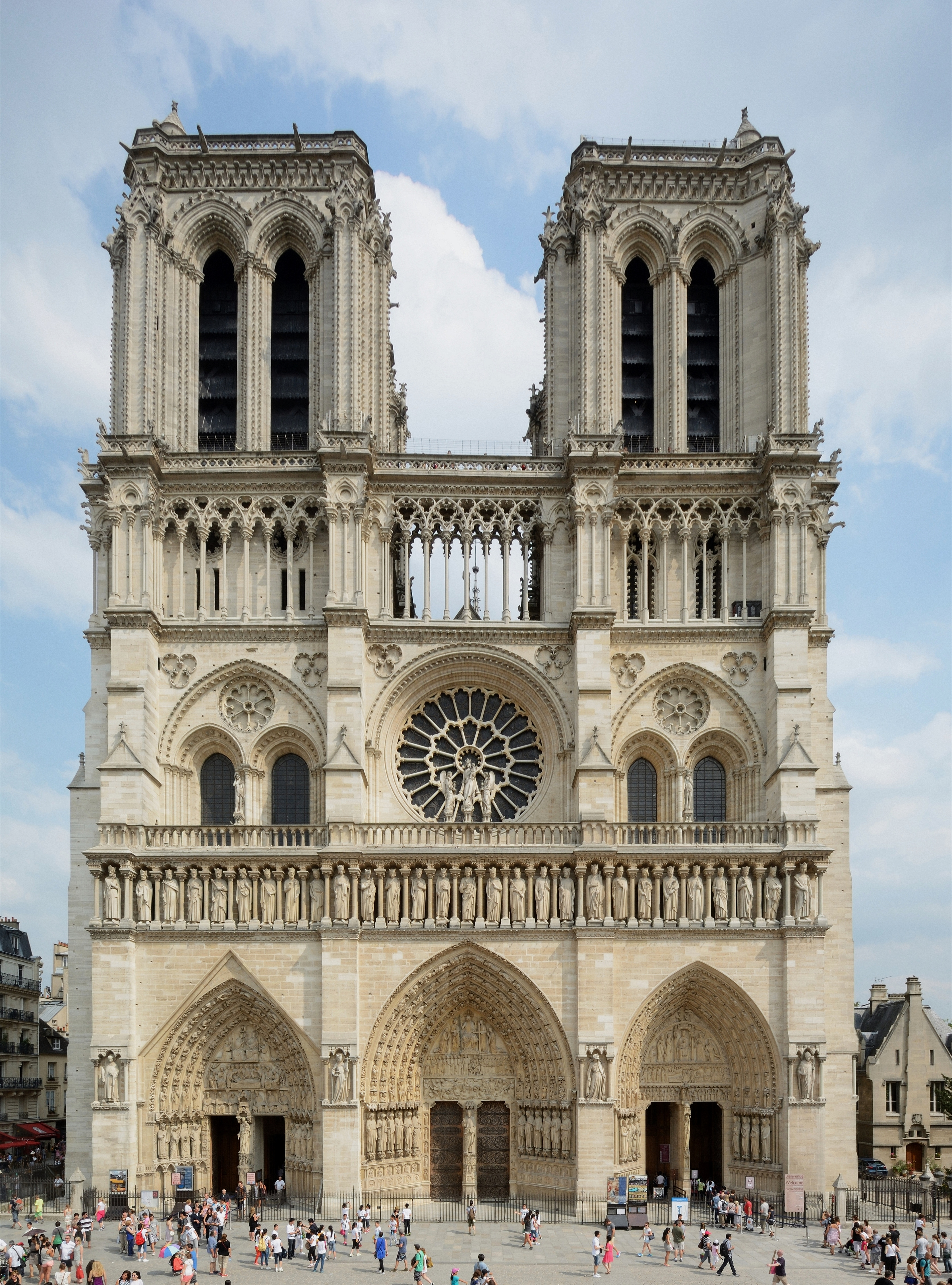
Notre-Dame, nejznámější gotická katedrála, postavená v letech 1163 až 1345

Termín středověký Západ konkrétně odkazoval na katolický „latinský“ Západ, nazývaný také „franský“ za vlády Karla Velikého, na rozdíl od ortodoxního Východu, kde jazykem Byzantské říše řečtina zůstala.
Po pádu Říma byla velká část řecko-římského umění, literatury, vědy a dokonce technologie téměř ztracena v západní části staré říše. Ta se však stala centrem nového Západu. Evropa upadla do politické anarchie s mnoha válčícími královstvími a knížectvími. Za franských králů se nakonec a částečně znovu sjednotila a anarchie se vyvinula ve feudalismus.
Velká část základů pořímského kulturního světa byla postavena před pádem Západořímské říše, především integrací a přetvářením římských idejí prostřednictvím křesťanského myšlení. Řecké a římské pohanství postupně vystřídalo křesťanství, nejprve jeho legalizací milánským ediktem a poté soluňským ediktem, který z něj učinil státní církev Římské říše. Římskokatolické křesťanství sloužilo v křesťanských částech Evropy jako sjednocující síla a v některých ohledech nahrazovalo světské autority nebo jim konkurovalo. Židokřesťanská tradice, z níž vzešlo, byla téměř vyhaslá a antisemitismus se stále více zakořeňoval nebo dokonce integroval do křesťanstva. Mnoho z umění a literatury, práva, vzdělání a politiky bylo zachováno v učení církve. Východní pravoslavná církev založila mnoho katedrál, univerzit, klášterů a seminářů, z nichž některé existují dodnes.
Po pádu Římské říše bylo mnoho klasických řeckých textů přeloženo do arabštiny a zachováno ve středověkém islámském světě. Řecká klasika spolu s arabskou vědou, filozofií a technologií byla přenesena do západní Evropy a přeložena do latiny, což vyvolalo renesanci 12. a 13. století.

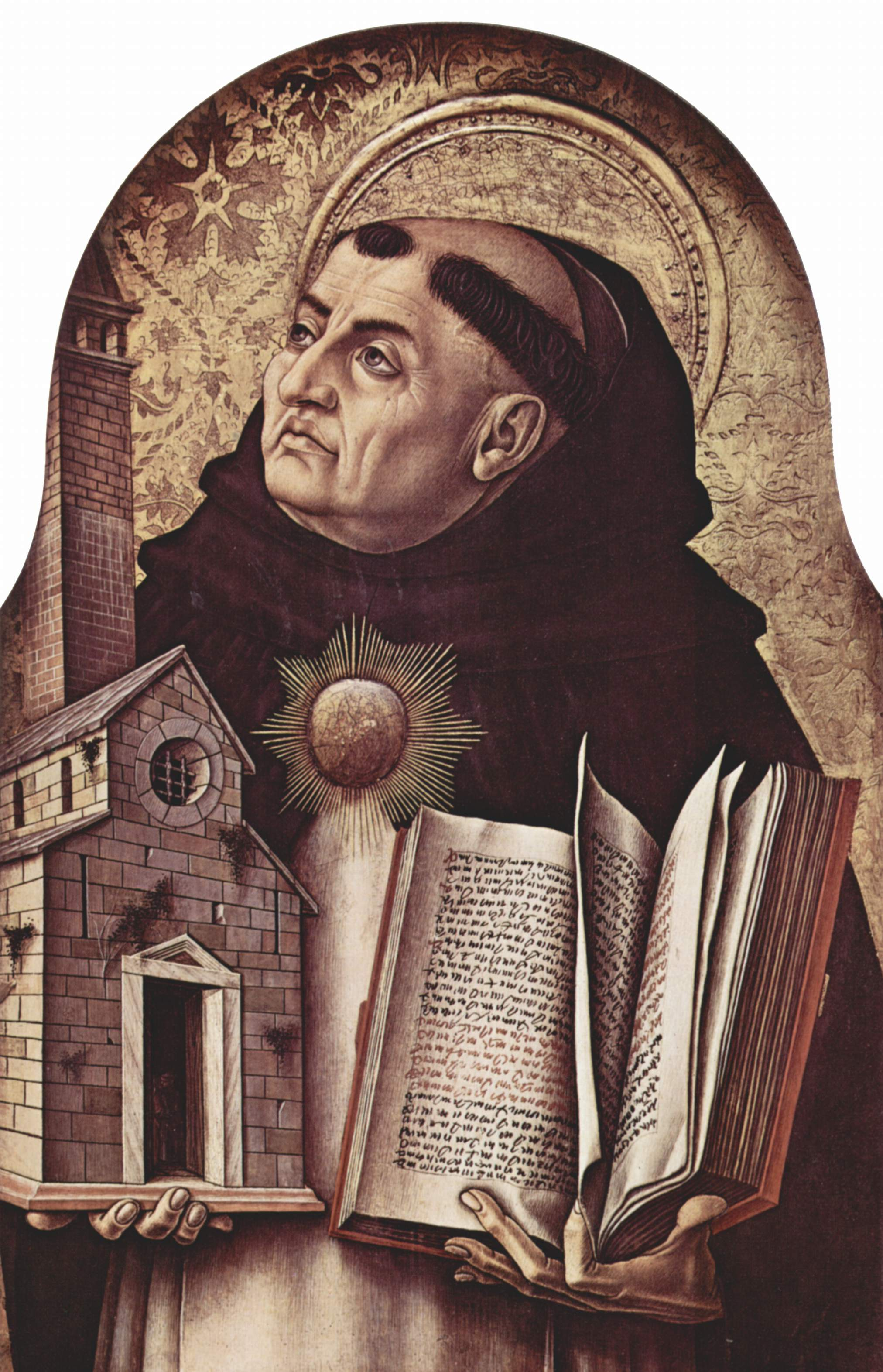
Tomáš Akvinský, katolický filozof středověku, oživil a rozvinul přírodní zákon ze starověké řecké filozofie

Středověkému křesťanství je připisováno vytvoření prvních moderních univerzit. Katolická církev zřídila ve středověké Evropě nemocniční systém, který značně vylepšil římské valetudinaria a řecké léčebné chrámy. Tyto nemocnice byly založeny, aby se staraly o „zvláštní sociální skupiny marginalizované chudobou, nemocemi a věkem“, jak uvádí nemocniční historik Guenter Risse. Křesťanství hrálo roli v ukončení praktik běžných mezi pohanskými společnostmi, jako jsou lidské oběti, otroctví, zabíjení novorozenců a polygamie. Francisco de Vitoria, žák Tomáše Akvinského a katolický myslitel, který studoval problematiku lidských práv kolonizovaných domorodců, je OSN uznáván jako otec mezinárodního práva a nyní také historiky ekonomie a demokracie jako prominent západní demokracie a rychlého ekonomického rozvoje. Josef Schumpeter, ekonom dvacátého století, s odkazem na scholastiky, napsal: „Jsou to oni, kdo se přibližuje 'zakladatelům' vědecké ekonomie více než kterákoli jiná skupina.“
V širším smyslu nebyl středověk se svým plodným setkáním mezi řeckým filozofickým uvažováním a levantským monoteismem omezen na Západ, ale také na starý Východ. Filosofie a věda antického Řecka byly v Evropě po rozpadu Západořímské říše z velké části zapomenuty, kromě izolovaných klášterních enkláv (zejména v Irsku, které se christianizovalo, ale nebylo Římem nikdy dobyto). Učení antiky bylo lépe zachováno ve východní Byzantské říši. Justiniánův zákoník Corpus iuris civilis římského občanského práva byl vytvořen na Východě v jeho hlavním městě Konstantinopoli a toto město udržovalo obchod a občasnou politickou kontrolu nad základnami, jako jsou Benátky, na Západě po celá staletí. Velká část učení antického starověku byla pomalu znovu zavedena do evropské civilizace ve stoletích následujících po rozpadu Západořímské říše.
Znovuobjevení Justiniánského zákoníku v západní Evropě na počátku 10. století znovu rozdmýchalo vášeň pro právní disciplínu, která překročila mnohé z přetvářejících se hranic mezi Východem a Západem. Na katolickém či franském Západě se římské právo stalo základem, na kterém byly založeny všechny právní pojmy a systémy. Měl vliv na všechny západní právní systémy, i když různými způsoby a v různé míře. Studium kanonického práva, právního systému katolické církve, se spojilo s římským právem a vytvořilo základ pro znovuzaložení západní právní vědy. V období reformace a osvícenství se myšlenky občanských práv, rovnosti před zákonem, procesní spravedlnosti a demokracie jako ideální formy společnosti začaly institucionalizovat jako principy tvořící základ moderní západní kultury, zejména v protestantských oblastech.
Ve 14. století, počínaje Itálií a poté po celé Evropě, došlo k masivnímu uměleckému, architektonickému, vědeckému a filozofickému oživení v důsledku křesťanského oživení řecké filozofie a dlouhé křesťanské středověké tradice, která založila používání rozumu jako jedné z nejdůležitějších lidských činností. Toto období je běžně označováno jako renesance. V následujícím století byl tento proces dále posílen exodem řeckých křesťanských kněží a učenců do italských měst, jako jsou Benátky po zániku Byzantské říše s pádem Konstantinopole.
Od pozdní antiky, přes středověk a dále, zatímco východní Evropa byla formována východní pravoslavnou církví, jižní a střední Evropa byla stále více stabilizována katolickou církví, která, když římská imperiální správa zmizela z dohledu, byla jedinou konzistentní silou v západní Evropě. V roce 1054 přišlo Velké schizma, které po rozdělení řeckého Východu a latinského Západu rozdělilo Evropu na náboženské a kulturní oblasti, které jsou přítomné dodnes. Až do věku osvícenství převzala křesťanská kultura roli převládající síly v západní civilizaci, která po mnoho let vedla kurz filozofie, umění a vědy. Hnutí v umění a filozofii, jako jsou humanistické hnutí renesance a scholastické hnutí vrcholného středověku, byla motivována snahou propojit katolicismus s řeckým a arabským myšlením importovaným křesťanskými poutníky. Kvůli rozdělení západního křesťanství způsobenému protestantskou reformací a osvícenstvím však náboženský vliv – zejména světská moc papeže – začal slábnout.

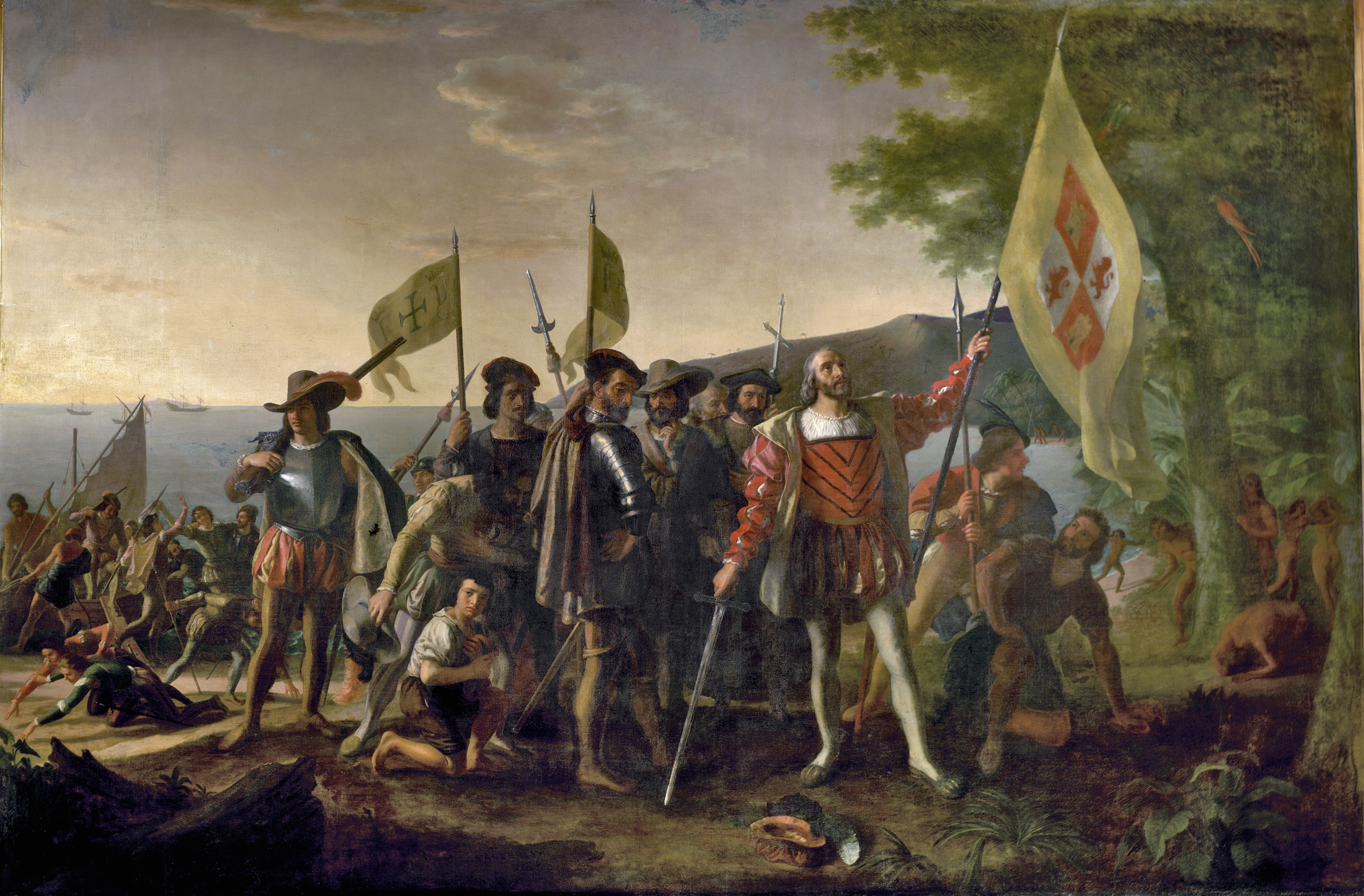
Kryštof Kolumbus přijíždí do Nového světa.

Od konce 15. století do 17. století se západní kultura začala šířit do jiných částí světa prostřednictvím průzkumníků a misionářů během věku objevů a imperialistů od 17. století do počátku 20. století. Během Velké divergence, termínu vytvořeného Samuelem Huntingtonem, překonal západní svět předmoderní růstová omezení a během 19. století se vyvstal jako nejmocnější a nejbohatší světová civilizace té doby, která zastínila čínskou Říši Čching, indickou Mughalskou říši, japonský Tokugawský šogunát a Osmanskou říši. Proces byl doprovázen a posílen věkem objevů a pokračoval do moderní doby. Učenci navrhli širokou škálu teorií, které vysvětlují, proč k Velké divergenci došlo, včetně nedostatku vládních zásahů, geografie, kolonialismu a zvykových tradic.

### Raný novověk

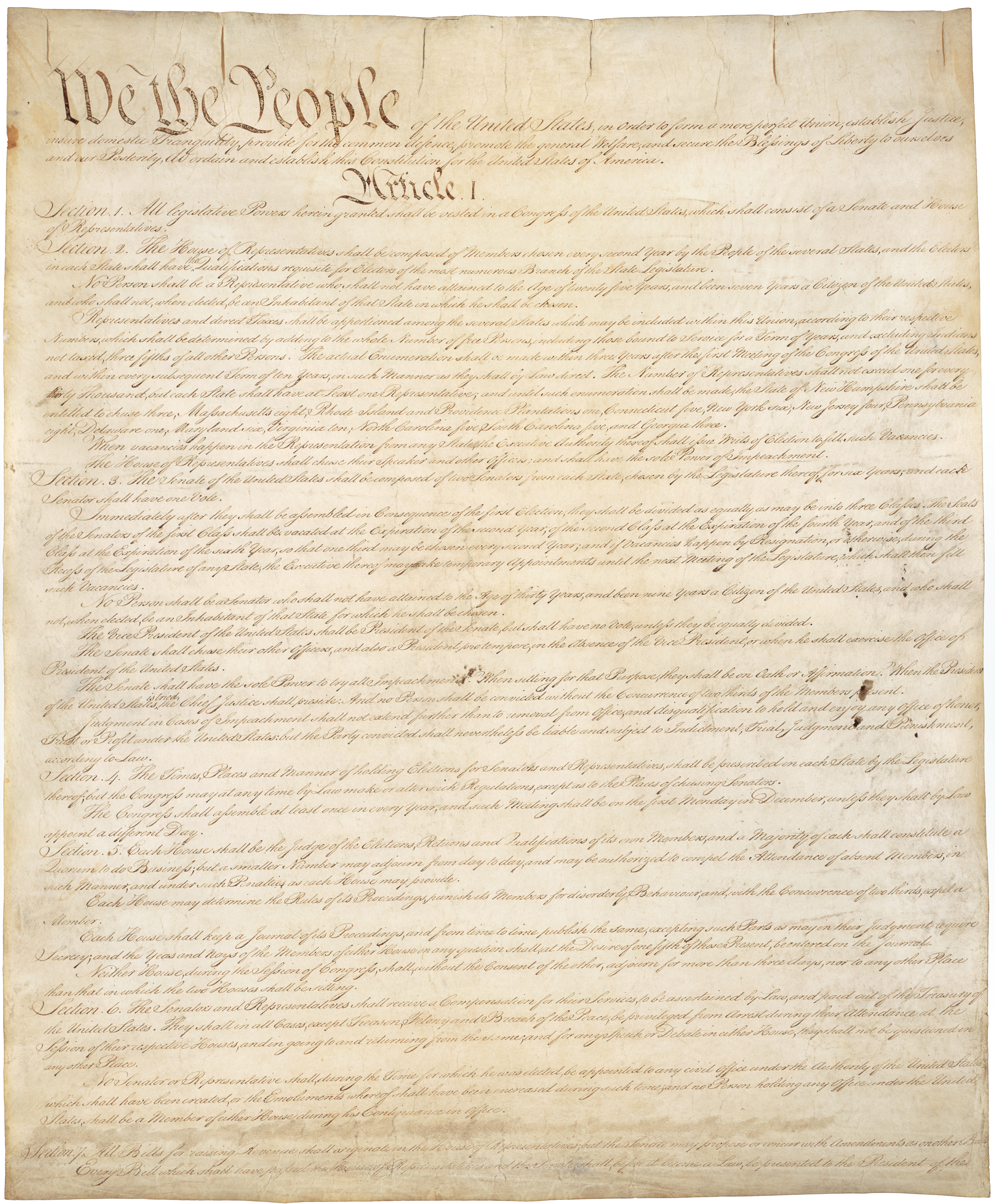
Ústava Spojených států amerických

Věk zámořských objevů se vytratil do věku osvícenství 18. století, během kterého kulturní a intelektuální síly v evropské společnosti zdůrazňovaly rozum, analýzu a individualismus, spíše než tradiční linie autority. Byla zpochybněna autorita institucí, které byly hluboce zakořeněny ve společnosti, jako je katolická církev; hodně se mluvilo o způsobech, jak reformovat společnost s tolerancí, vědou a skepticismem.
Mezi filozofy osvícenství patřili Francis Bacon, René Descartes, John Locke, Baruch Spinoza, Voltaire, David Hume a Immanuel Kant, kteří ovlivnili společnost vydáváním široce čtených prací. Když se někteří vládci dozvěděli o osvícenských názorech, setkali se s intelektuály a pokusili se uplatňovat jejich reformy, jako je umožnění tolerance nebo přijetí více náboženství, v tom, co se stalo známým jako osvícenský absolutismus. Nové myšlenky a názory se rozšířily po Evropě a byly podporovány zvýšením gramotnosti v důsledku odklonu od výhradně náboženských textů. Mezi významné publikace patří Encyklopédie (1751–1772), kterou editovali Denis Diderot a Jean le Rond d'Alembert. Dictionnaire philosophique (Filozofický slovník, 1764) a Letters on the English (Dopisy o Angličanech, 1733) napsanéVoltairem rozšířily ideály osvícenství.
S věkem osvícenství se shodovala vědecká revoluce, v čele s Newtonem. To zahrnovalo vznik moderní vědy, během níž vývoj v matematice, fyzice, astronomii, biologii (včetně lidské anatomie) a chemii změnil pohled na společnost a přírodu. I když se o datech vedou spory, publikace Mikuláše Koperníka De revolutionibus orbium coelestium (O obězích nebeských sfér) z roku 1543 je často citována jako počátek vědecké revoluce a její dokončení je připisováno „velké syntéze“ Newtonova Principia z roku 1687.

### Průmyslová revoluce
Průmyslová revoluce byla přechodem k novým výrobním procesům v období asi od roku 1760 až někdy mezi lety 1820 a 1840. To zahrnovalo přechod od ručních výrobních metod ke strojům, novou chemickou výrobu a procesy výroby železa, zlepšení účinnosti vodní energie, rostoucí využití páry a vývoj obráběcích strojů. Tento proces začal ve Velké Británii a během několika desetiletí se rozšířil do západní Evropy a Severní Ameriky.

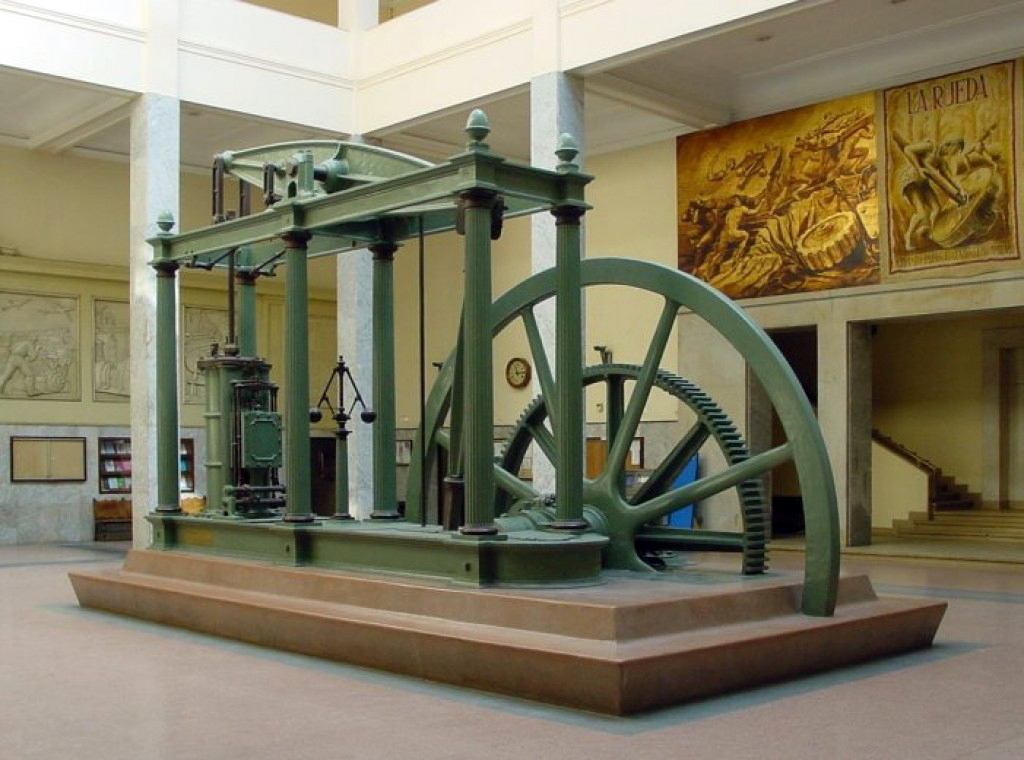
Wattův parní stroj. Parní stroj, vyrobený ze železa a poháněný především uhlím, poháněl průmyslovou revoluci ve Velké Británii a ve světě.

Průmyslová revoluce znamená velký obrat v historii; téměř každý aspekt každodenního života byl nějakým způsobem ovlivněn. Zejména průměrný příjem a populace začaly vykazovat nebývalý trvalý růst. Někteří ekonomové tvrdí, že hlavním dopadem průmyslové revoluce bylo, že se životní úroveň běžné populace poprvé v historii začala soustavně zvyšovat, i když jiní tvrdí, že se začala významně zlepšovat až na konci 19. a 20. století. Přesný začátek a konec průmyslové revoluce je mezi historiky stále diskutován, stejně jako tempo ekonomických a společenských změn. HDP na osobu byl před průmyslovou revolucí a vznikem moderní kapitalistické ekonomiky zhruba stabilní, ale průmyslová revoluce zahájila v kapitalistických ekonomikách éru ekonomického růstu na osobu. Ekonomičtí historici se shodují, že počátek průmyslové revoluce je nejdůležitější událostí v dějinách lidstva od domestikace zvířat, zemědělství a ohně.
První průmyslová revoluce se v přechodných letech mezi lety 1840 a 1870 vyvinula ve druhou průmyslovou revoluci, kdy technologický a ekonomický pokrok pokračoval s rostoucím přijetím parní dopravy (parou poháněné železnice, lodě a čluny), velkovýrobou obráběcích strojů a rostoucím využívání strojů v továrnách na parní pohon.

### Po průmyslové revoluci
Tendence, které definovaly moderní západní společnosti, zahrnují koncept politického pluralismu, individualismu, prominentních subkultur nebo kontrakultur (jako jsou hnutí New Age) a rostoucí kulturní synkretismus vyplývající z globalizace a lidské migrace. Západní kultura byla silně ovlivněna renesancí, věkem zámořských objevů, osvícenstvím a průmyslovou a vědeckou revolucí.
Ve 20. století upadl vliv křesťanství v mnoha západních zemích, většinou v Evropské unii, kde některé členské státy v posledních letech zaznamenaly klesající návštěvnost kostelů a členství, a také jinde. Sekularismus (oddělující náboženství od politiky a vědy) narůstal. Křesťanství v západním světě zůstává dominantním náboženstvím, 70 % obyvatel tvoří křesťané.
Západ prošel mezi lety 1945 a 1980 řadou velkých kulturních a společenských změn. Vznikající masmédia (film, rozhlas, televize a reprodukovaná hudba) vytvořila globální kulturu, která mohla ignorovat státní hranice. Gramotnost se stala téměř univerzální a podpořila růst knih, časopisů a novin. Vliv kina a rádia zůstal zachován, zatímco televizory se staly téměř nezbytností v každé domácnosti.
V polovině 20. století byla západní kultura exportována do celého světa a rozvoj a růst mezinárodní dopravy a telekomunikací (jako je transatlantický kabel a radiotelefon) sehrál rozhodující roli v moderní globalizaci. Západ přispěl k moderní mezinárodní kultuře mnoha technologickými, politickými, filozofickými, uměleckými a náboženskými aspekty: byl kolébkou katolicismu, protestantismu, demokracie, industrializace; byla to první velká civilizace, která se v 19. století snažila zrušit otroctví, první, která udělila volební právo ženám (počínaje Australasií na konci 19. století) a první, která použila takové technologie, jako je parní, elektrická a jaderná energie. Západ vynalezl kino, televizi, osobní počítač a internet; vyvinul sporty, jako je fotbal, kriket, golf, tenis, ragby, basketbal a volejbal; a poprvé dopravil lidi k astronomickému objektu při přistání Apolla 11 na Měsíci v roce 1969.
Byl a zůstává dominantní mocí a vůdcem lidské civilizace.

## Umění a humanitní vědy

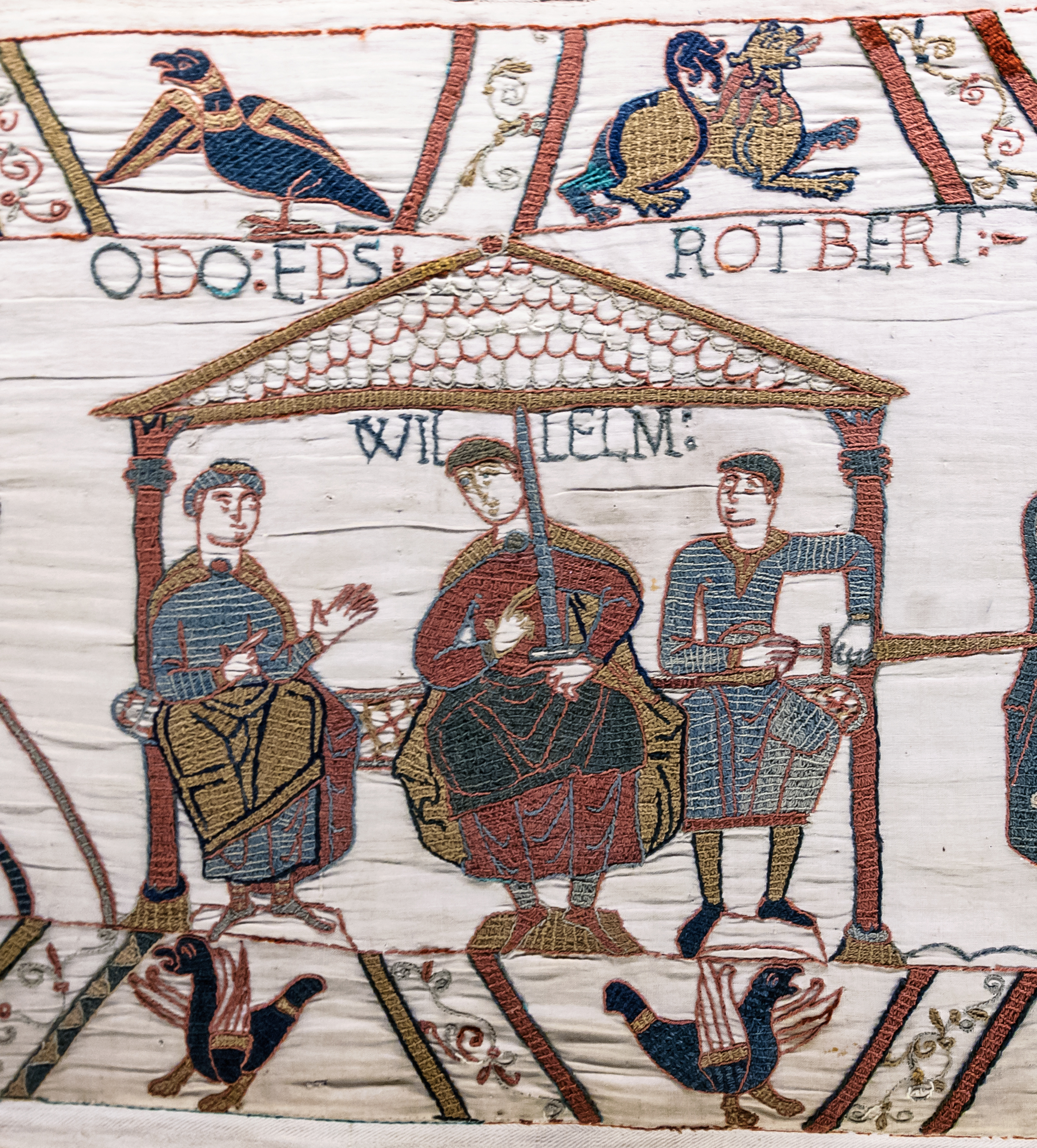
Detail tapisérie z Bayeux zobrazující Viléma Dobyvatele (uprostřed), jeho nevlastní bratry Roberta, hraběte z Mortain, (vpravo) a Oda, biskupa z Bayeux v Normandském vévodství (vlevo). Tapisérie z Bayeux je jedním z největších úspěchů normanské románské tvorby.

Pro evropské umění je charakteristické, že se vyjadřuje ke spoustu rovinám – náboženské, humanistické, satirické, metafyzické a čistě fyzické. Některé kulturní a umělecké modality jsou charakteristicky západního původu a formy. Zatímco tanec, hudba, výtvarné umění, vyprávění příběhů a architektura jsou lidské univerzálie, na Západě jsou vyjádřeny určitými charakteristickými způsoby. Evropské umění vzdává hlubokou poctu lidskému utrpení.
V západním tanci, hudbě, hrách a dalších uměních jsou umělci maskováni jen velmi zřídka. Zobrazování boha nebo jiných náboženských postav reprezentativním způsobem není v podstatě žádné tabu.

### Hudba
V hudbě vyvinuli katoličtí mniši první formy moderní západní hudební notace ke standardizaci liturgie v celosvětové církvi a v průběhu věků pro ni bylo složeno obrovské množství náboženské hudby. To vedlo přímo ke vzniku a rozvoji evropské klasické hudby a jejích mnoha derivátů. Barokní styl byl poreformační katolickou církví zvláště podporován, protože takové formy nabízely prostředek náboženského vyjádření, který byl vzrušující a emotivní a měl podnítit náboženský zápal.
Symfonie, koncert, sonáta, opera a oratorium mají svůj původ v Itálii. Mnoho hudebních nástrojů vyvinutých na Západě se rozšířilo po celém světě; mezi nimi jsou kytara, housle, klavír, varhany, saxofon, pozoun, klarinet, akordeon a theremin. Na druhé straně se tvrdí, že některé evropské nástroje mají kořeny v dřívějších východních nástrojích, které byly převzaty ze středověkého islámského světa. Sólový klavír, symfonický orchestr a smyčcové kvarteto jsou také významnými hudebními inovacemi Západu.

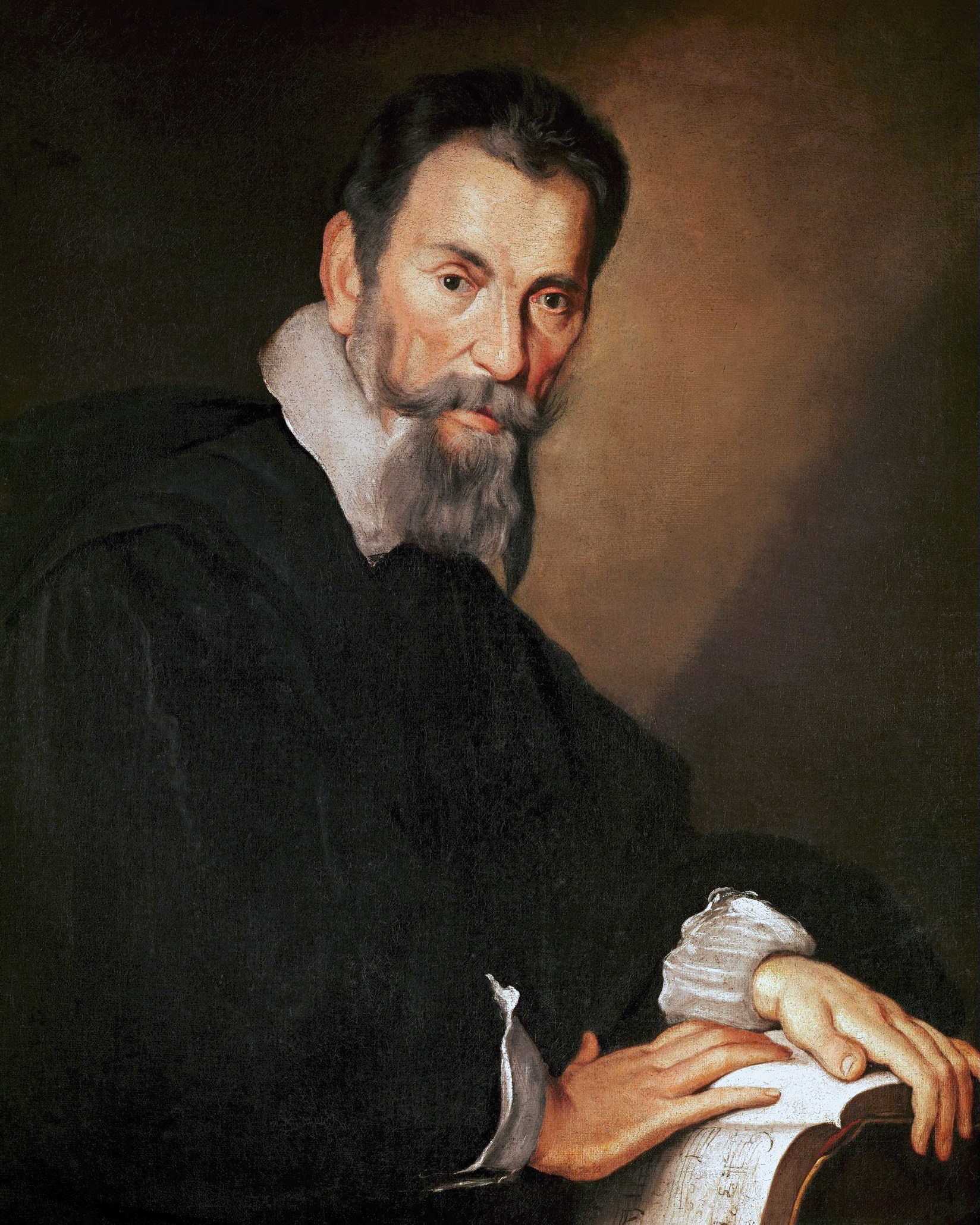
Claudio Monteverdi, 1567–1643
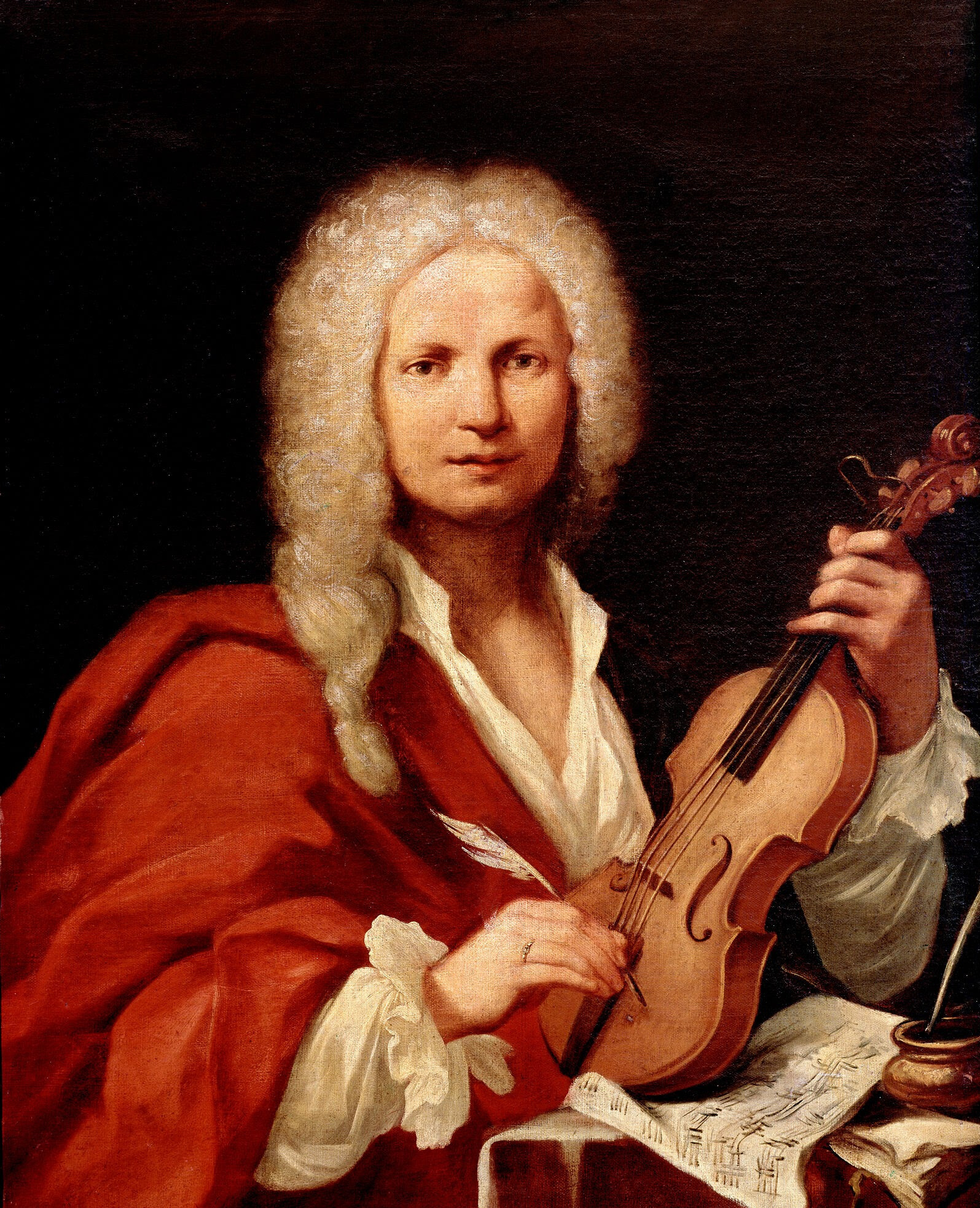
Antonio Vivaldi, 1678–1741
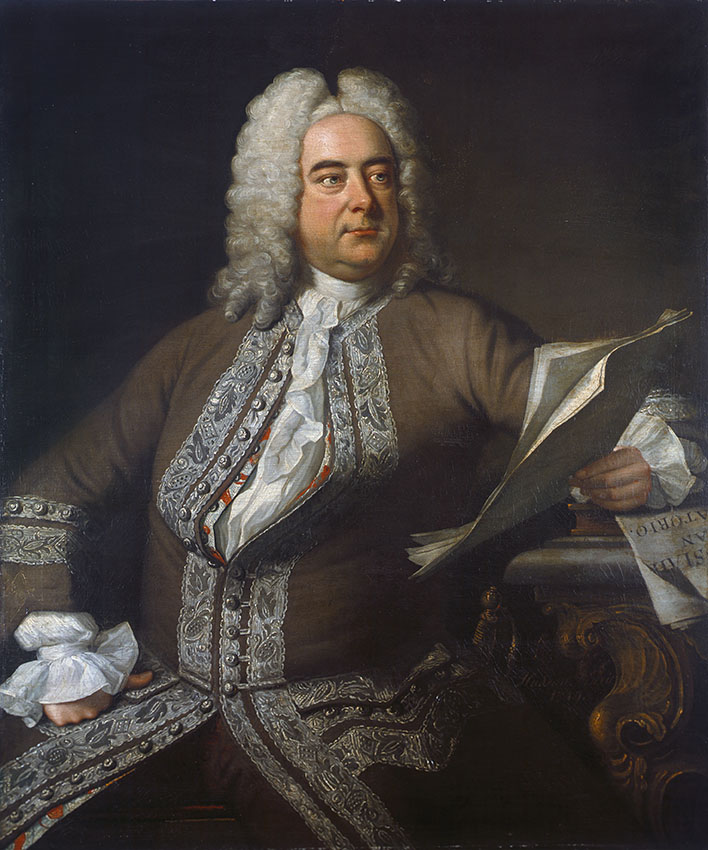
Georg Friedrich Händel, 1685–1759
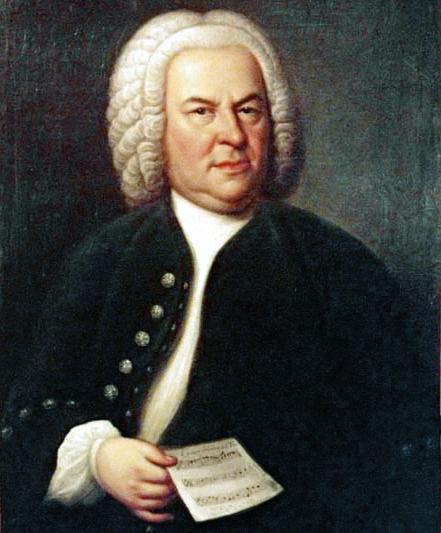
Johann Sebastian Bach, 1685–1750
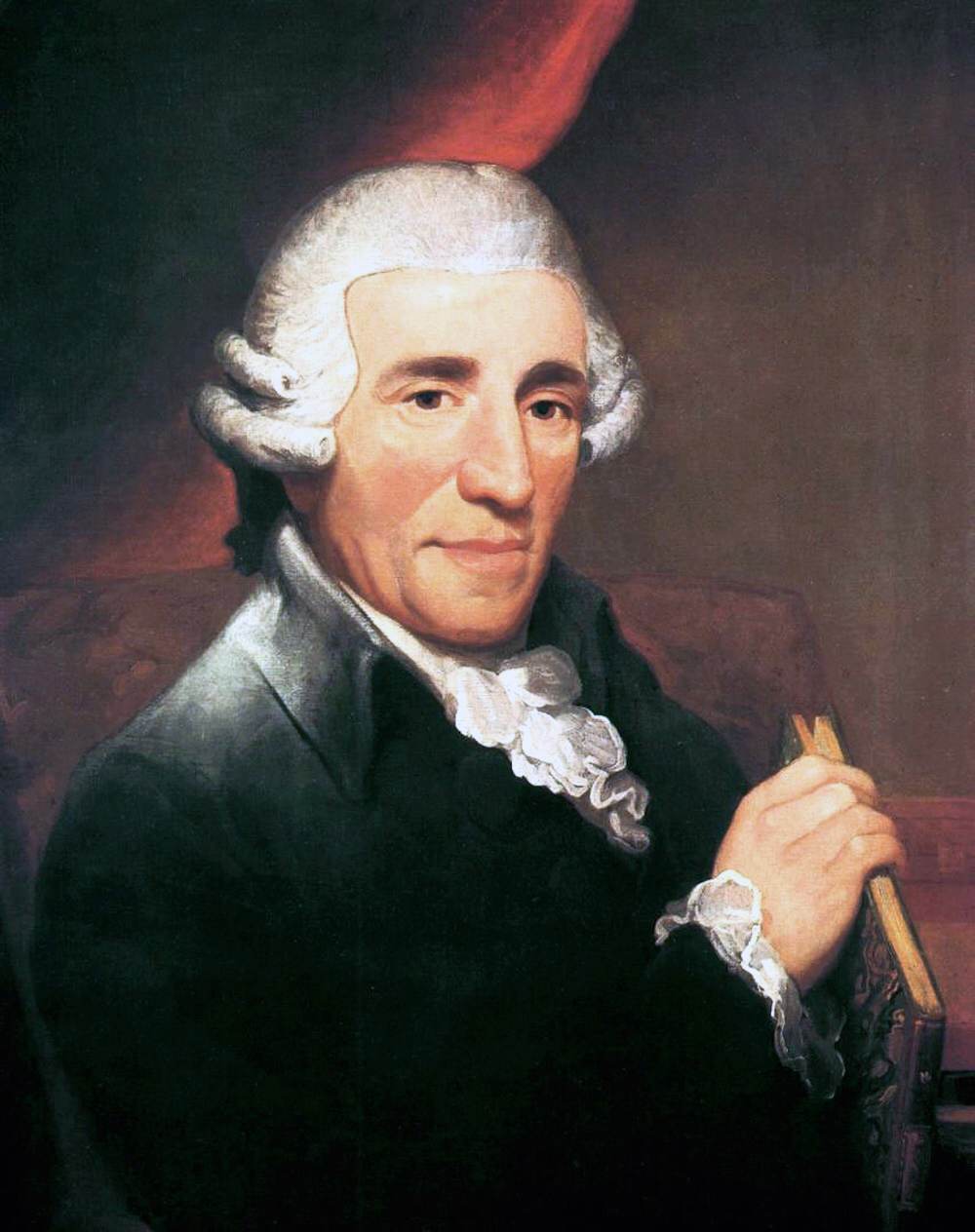
Joseph Haydn, 1732–1809
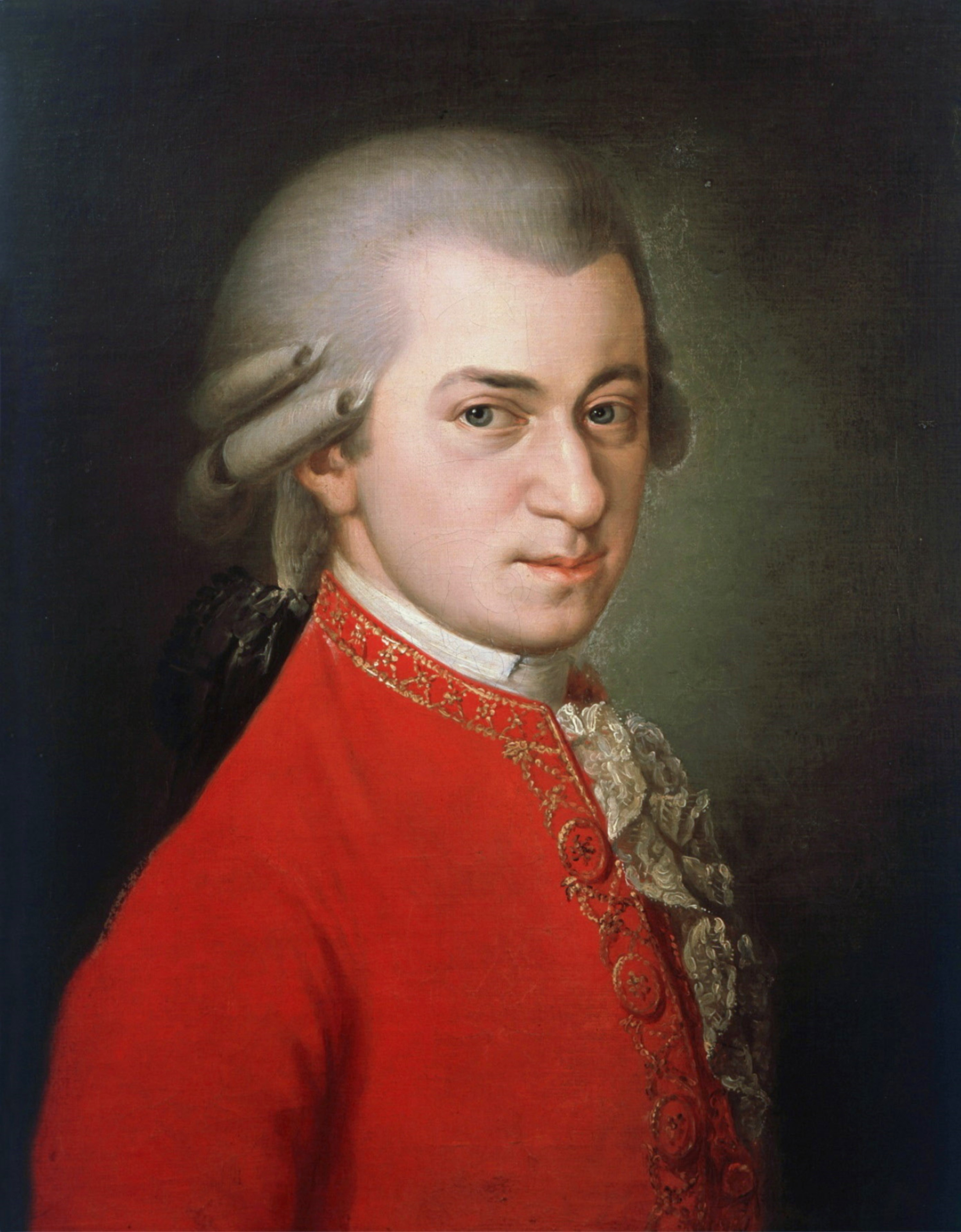
Wolfgang Amadeus Mozart, 1756–1791
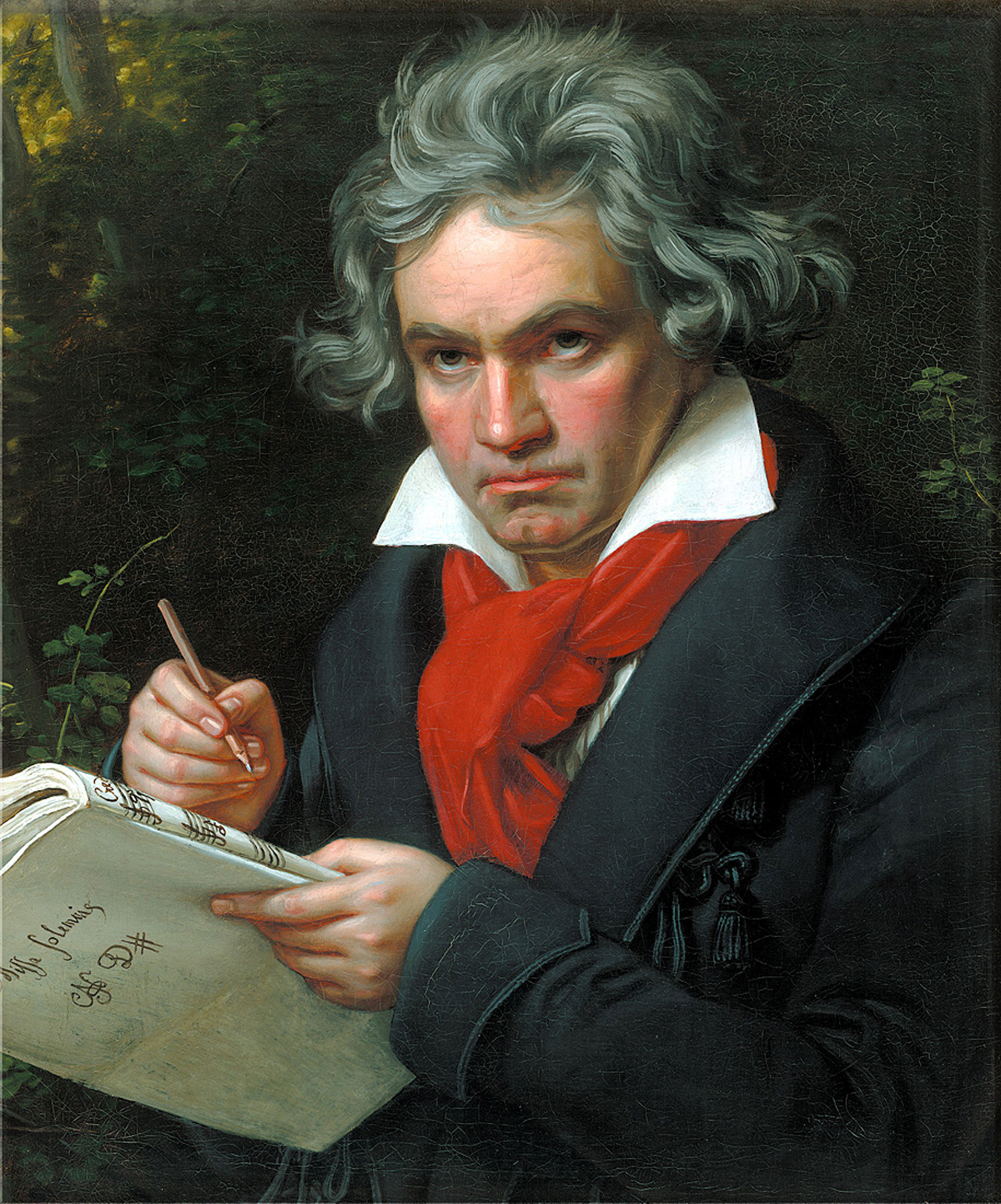
Ludwig van Beethoven, 1770–1827
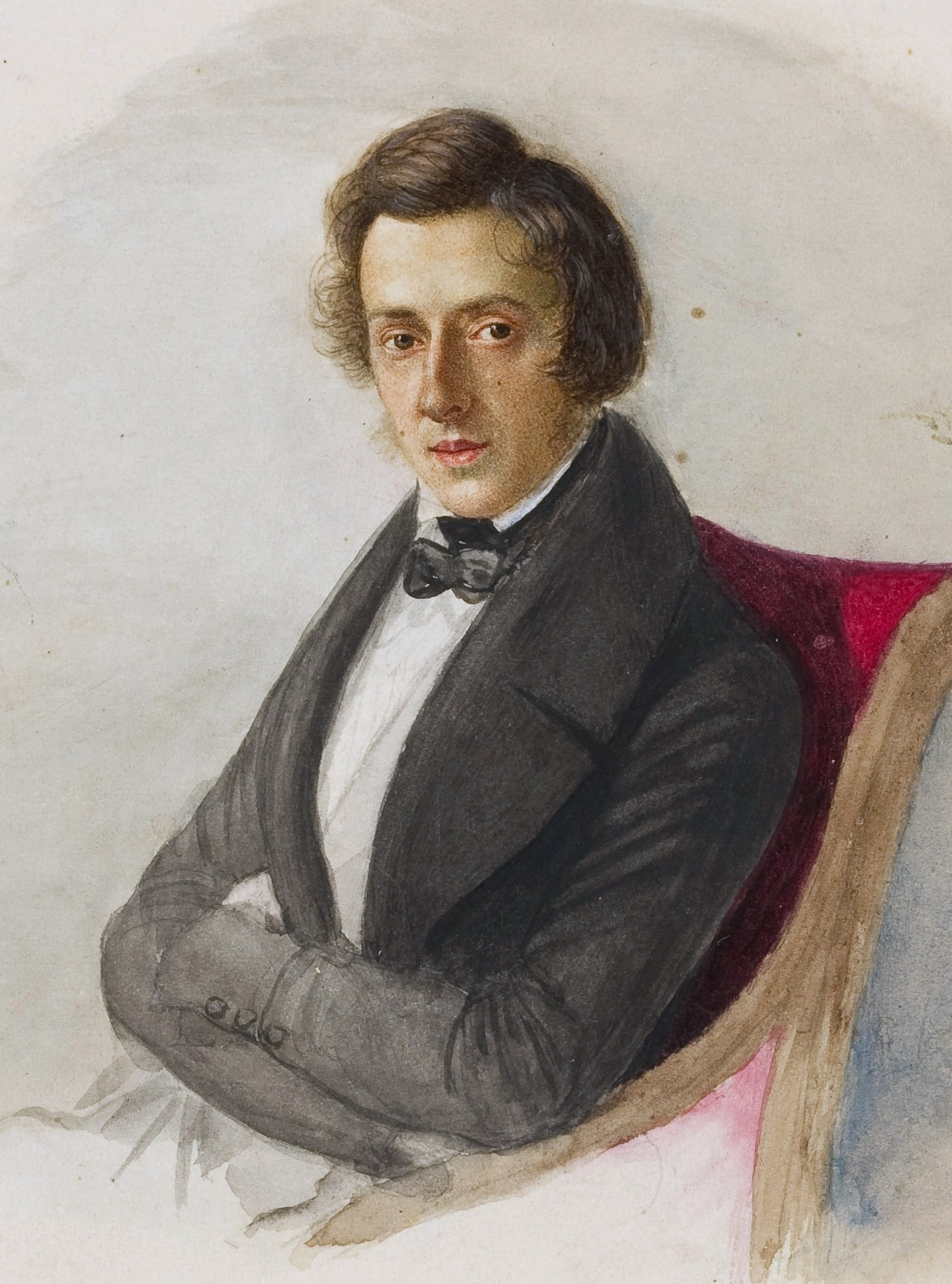
Fryderyk Chopin, 1810–1849
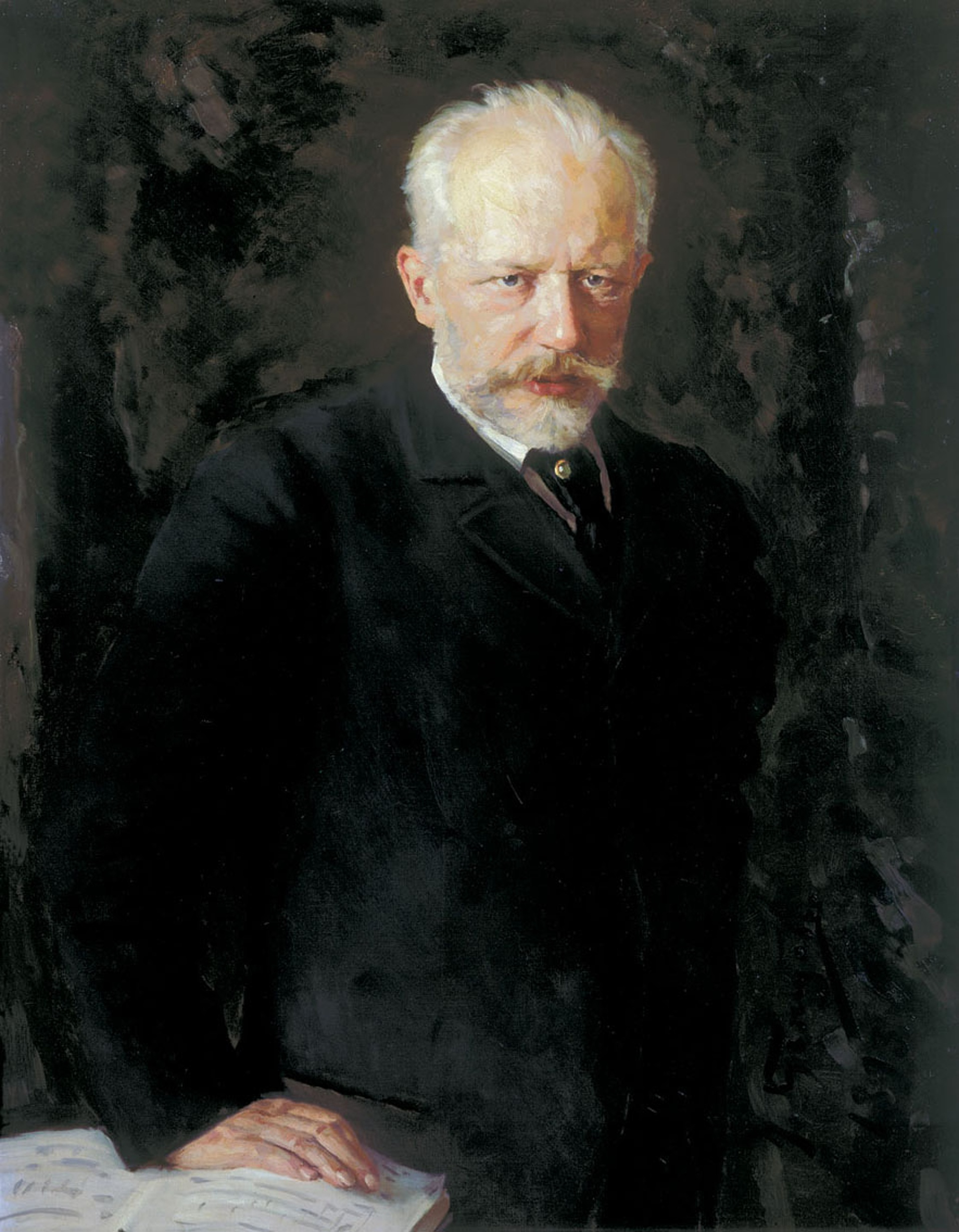
Petr Iljič Čajkovskij, 1840–1893

### Malování a fotografování
Jan van Eyck, mezi jinými renesančními malíři, udělal velké pokroky v olejomalbě a perspektivní kresby a malby měly své první praktiky ve Florencii. Keltský uzel je v umění velmi výrazným západním opakovaným motivem. Zobrazení nahého muže a ženy ve fotografii, malbě a sochařství je často považováno za zvláštní uměleckou hodnotu. Zvláště ceněné je realistické portrétování.

Fotografie a film jako technologie i základ pro zcela nové umělecké formy byly také vyvinuty na Západě.

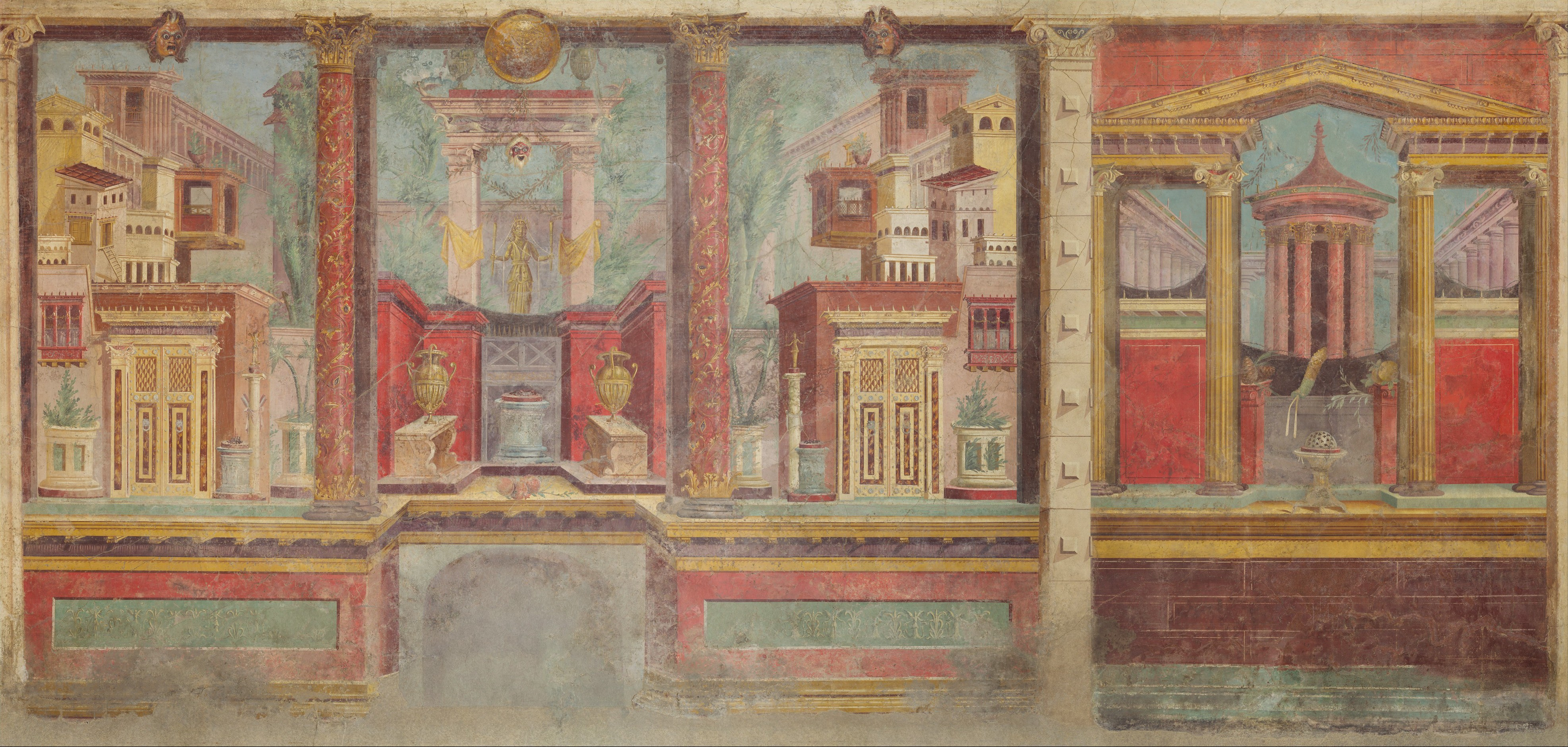
Restaurování fresky z ložnice starověké římské vily, cca 50–40 př. n. l., rozměry místnosti: 265,4 x 334 x 583,9 cm, v Metropolitním muzeu umění (New York)
Mona Lisa, Leonardo da Vinci, asi 1503–1506, možná pokračování asi do roku 1517, olej na topolovém panelu, 77 cm × 53 cm, Louvre (Paříž)
Las Meninas, Diego Velázquez, 1656, olej na plátně, 318 cm × 276 cm, El Prado (Madrid)
Bal du moulin de la Galette, Pierre-Auguste Renoir, 1876, olej na plátně, výška: 131 cm, Muzeum Orsay (Paříž)
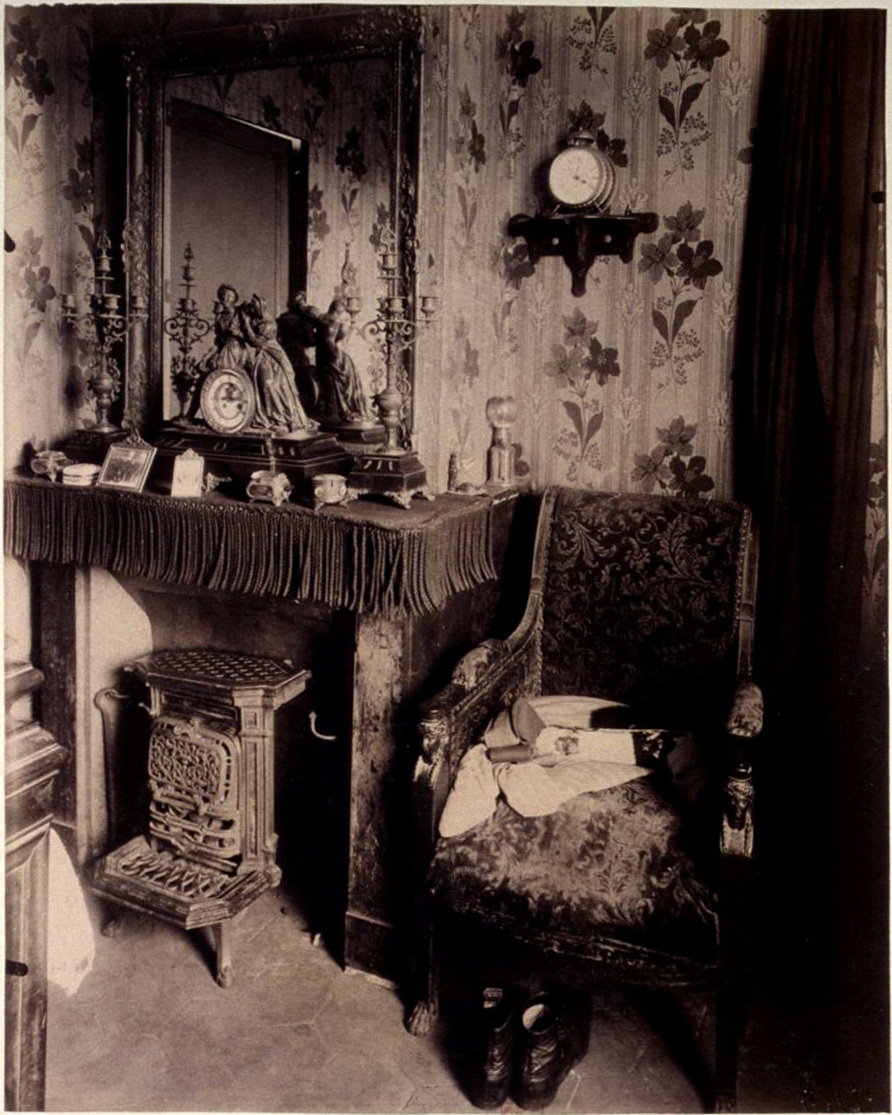
Fotografie interiéru bytu Eugèna Atgeta pořízená v roce 1910 v Paříži.

### Tanec a divadelní umění

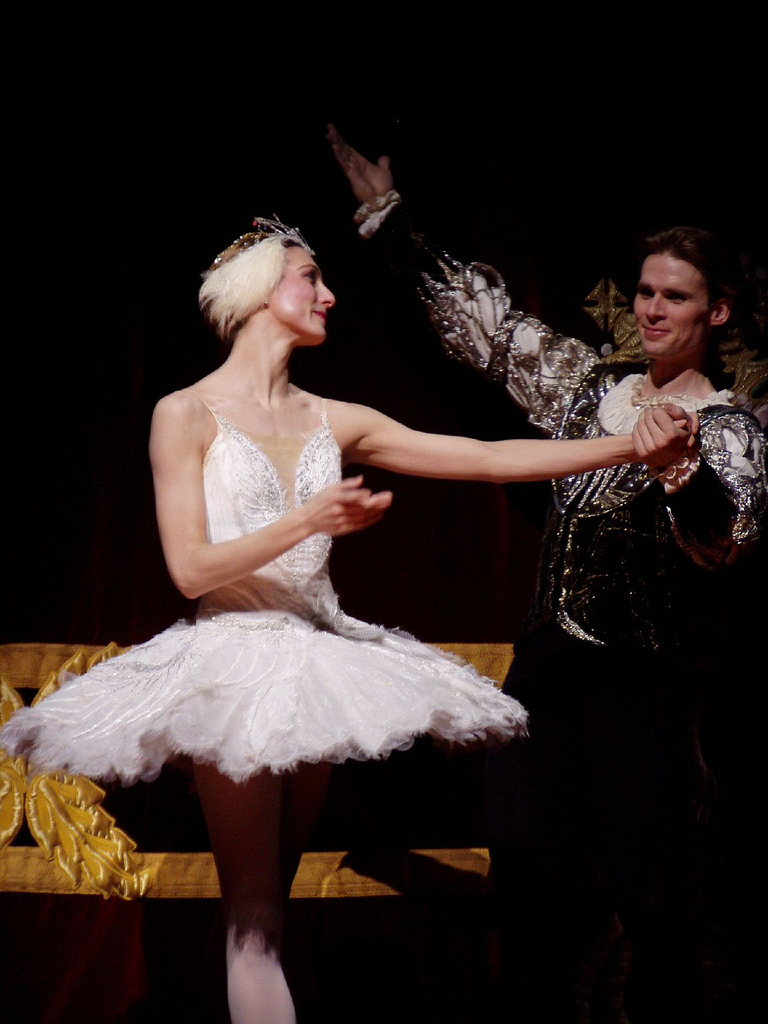
Vážná hudba, opera a balet: na obrázku Labutí jezero.

Balet je výrazně západní forma tanečního představení. Společenský tanec je důležitým západním druhem tancem, který je určený převážně pro elitu. Polka, square dance, flamenco a irský step dance jsou velmi známé západní formy lidového tance.
Řecké a římské divadlo jsou považovány za předchůdce moderního divadla a formy jako středověké divadlo, pašijové hry, hry o morálce a commedia dell'arte jsou považovány za velmi vlivné. Alžbětinské divadlo s dramatiky jako William Shakespeare, Christopher Marlowe a Ben Jonson je považováno za jednu z nejvíce formujících a nejdůležitějších epoch pro moderní drama.
Telenovela, populární kulturní dramatická forma, vznikla ve Spojených státech nejprve v rádiu ve 30. letech 20. století, poté o několik desetiletí později v televizi. Hudební video bylo také vyvinuto na Západě v polovině 20. století. Hudební divadlo bylo vyvinuto na Západě v 19. a 20. století, z komické opery a vaudeville; s významným přispěním židovské diaspory, Afroameričanů a dalších marginalizovaných národů.

### Literatura

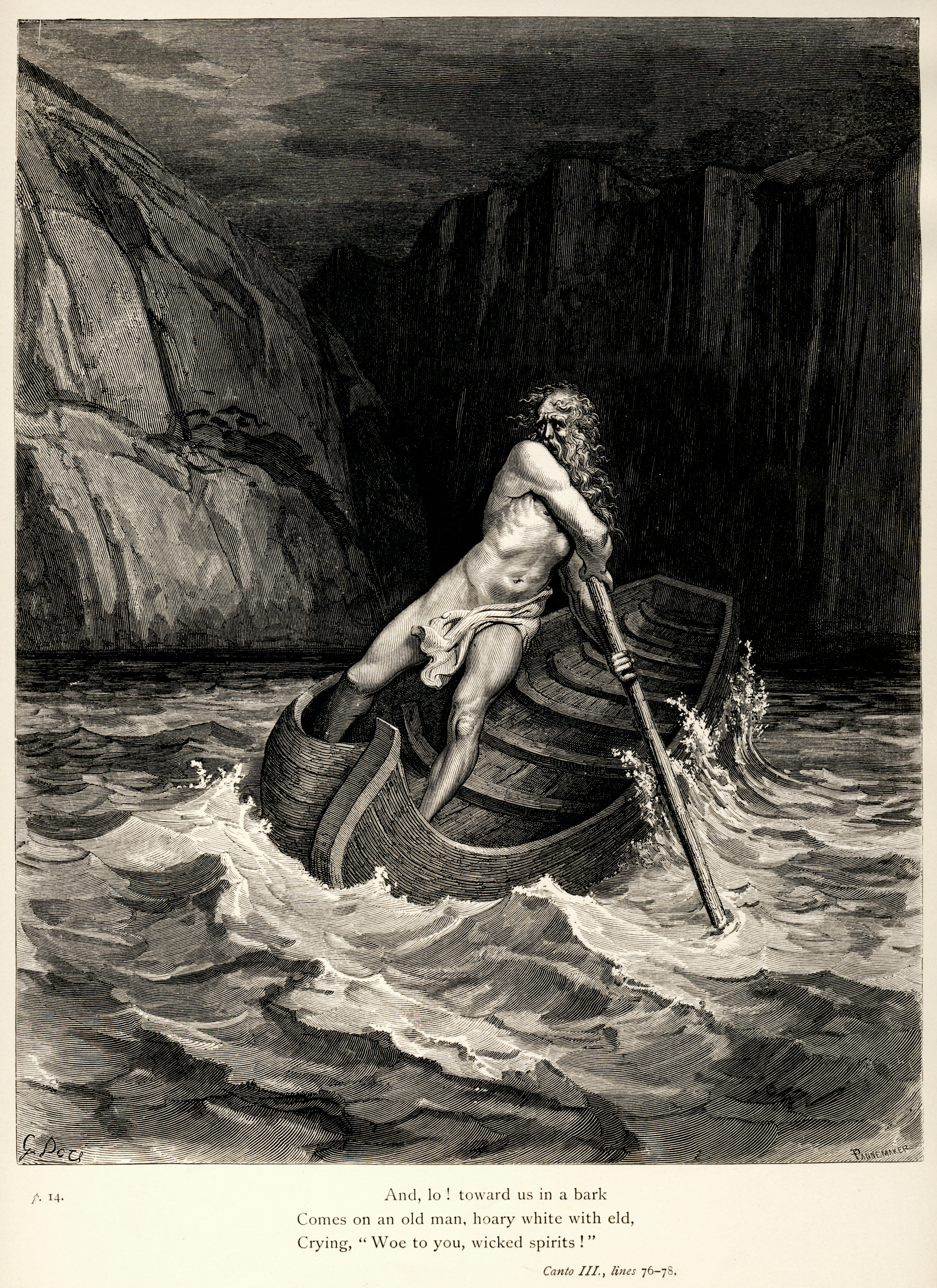
Božská komedie je epos Dante Alighieriho. Rytina Gustava Dorého.

## Kuchyně
Donedávna se myslelo, že západní kuchyně má kořeny v kuchyních klasického Říma a Řecka, ale předmětem výzkumu v posledních desetiletích se stal vliv arabské a blízkovýchodní kuchyně. Křižáci, známí především bojem o svatou zemi, se usadili v Levantě a aklimatizovali se na místní kulturu a kuchyni. Fulcher z Chartres řekl: „My, kteří jsme byli západními obyvateli, jsme se nyní stali orientálními.“ Západoevropskou kuchyni ovlivnily právě tyto kulturní zážitky, přenesené zpět do Francie významnými osobnostmi, jako je Eleonora Akvitánská. Mnoho orientálních přísad bylo v západních zemích relativně nových. Cukr, mandle, pistácie, růžová voda a sušené citrusové plody byly pro křižáky, kteří se s nimi setkali v saracénských zemích, nové. Pepř, zázvor a skořice byly nejpoužívanějším kořením evropských dvorů a šlechtických domácností. Na konci středověku se hřebíček, muškátový oříšek, masticha, galangal a další dovážené koření staly součástí západní kuchyně.
Saracénský vliv lze vidět ve středověkých kuchařkách. Saracéni kombinovali sladké přísady jako datlový džus a med s granátovým jablkem, citrony a citrusovými šťávami nebo jinými kyselými přísadami. Technika opékání kousků masa a dušení v tekutině se zeleninou se používá v mnoha receptech z bagdádské kuchařky. Stejná technika se objevuje ve sbírce receptů z pozdního 13. století Viandier.

## Vědecké a technologické vynálezy a objevy

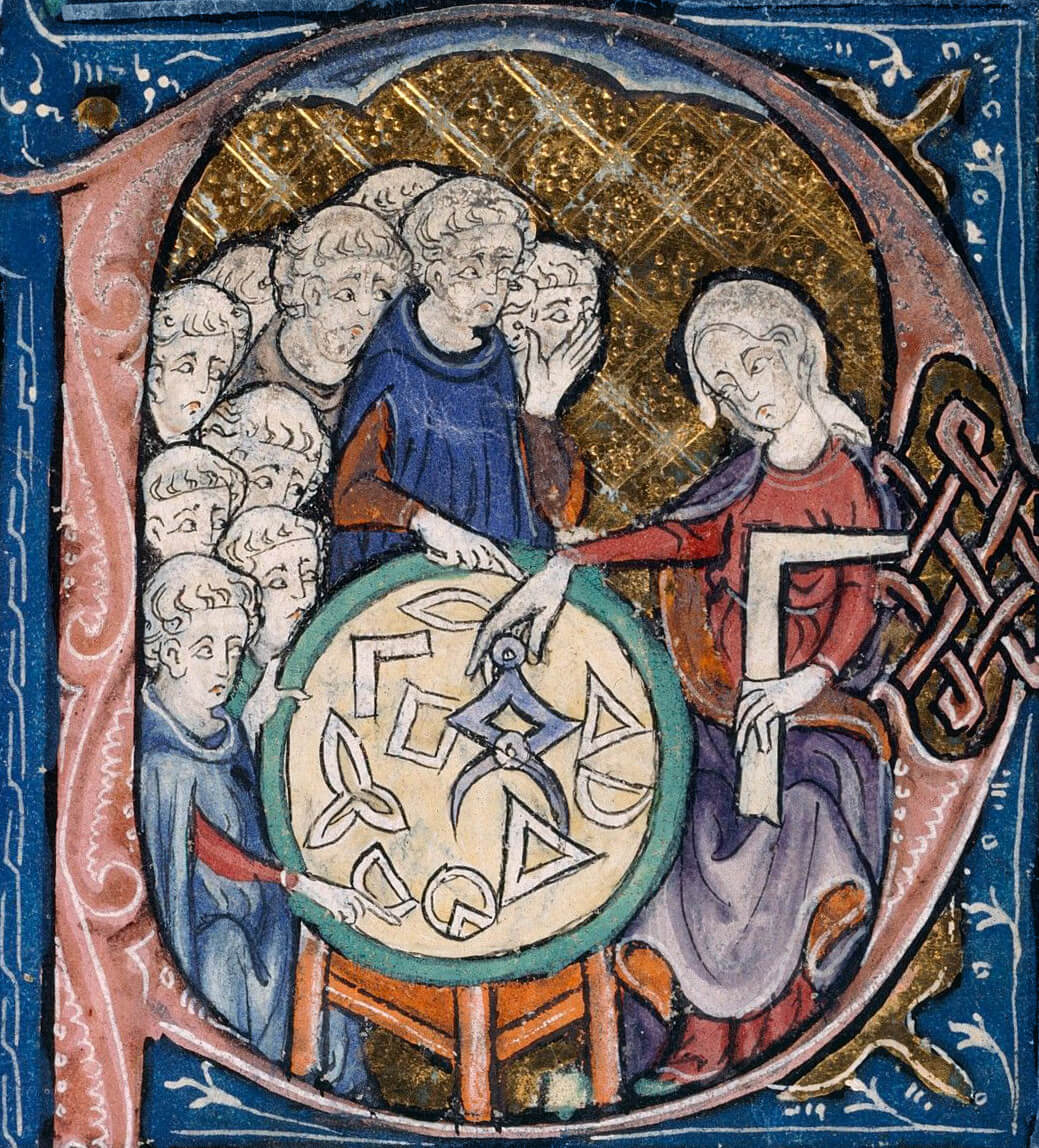
Středověcí křesťané věřili, že hledat geometrické, fyzikální a matematické principy, kterými se řídí svět, znamená hledat a uctívat Boha.

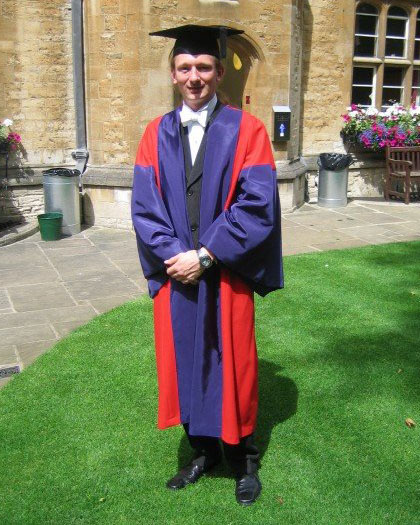
Doktor filozofie na Oxfordské univerzitě v plném akademickém úboru. Typickým oděvem pro promoci jsou taláry a kápě nebo klobouky upravené z denního oděvu univerzitního personálu ve středověku, který zase vycházel z oděvu středověkého kléru.

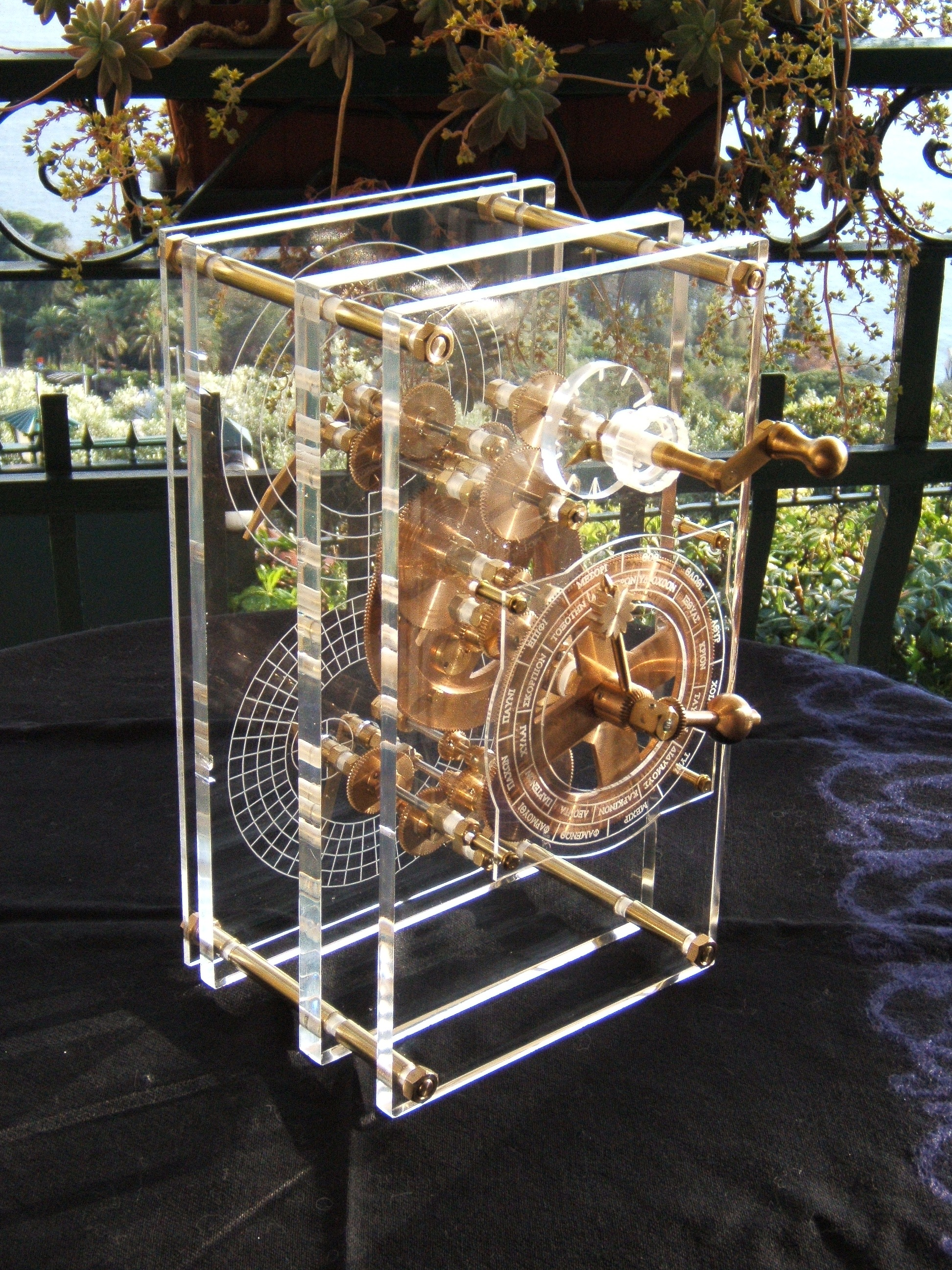
Řecký mechanismus z Antikythéry je obecně označován za první známý analogový počítač.

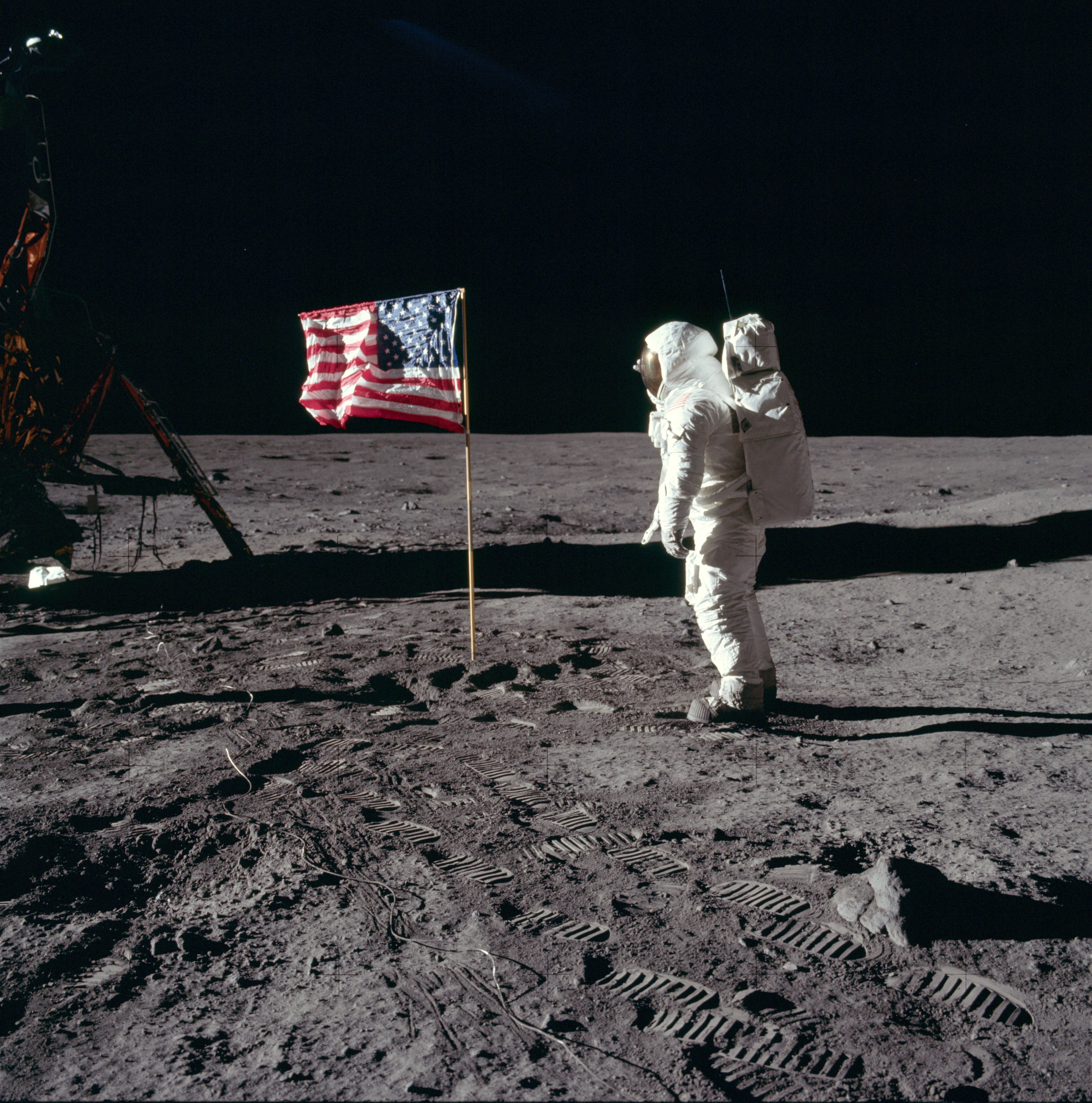
Astronaut Apolla 11 Buzz Aldrin, pilot lunárního modulu Apollo první mise s posádkou k přistání na Měsíci, pózuje na fotografii vedle vlajky Spojených států během své mimovozové aktivity na měsíčním povrchu.

Pozoruhodným rysem západní kultury je její silný důraz a zaměření na inovace a vynálezy prostřednictvím vědy a technologie a její schopnost vytvářet nové procesy, materiály a hmotné artefakty s kořeny sahajícími až ke starověkým Řekům. Vědeckou metodu jako „metodu nebo postup, který charakterizuje přírodní vědu od 17. století, spočívající v systematickém pozorování, měření a experimentu a formulování, testování a modifikaci hypotéz“, vytvořil Ital Galileo Galilei v 17. století. Metoda měla kořeny v dílech středověkých učenců, jako byl irácký fyzik 11. století Ibn al-Hajtham a anglický mnich Roger Bacon ve 13. století.
V roce 1895 byly z vůle švédského vynálezce Alfreda Nobela zřízeny Nobelovy ceny. Ceny za chemii, literaturu, mír, fyziku a fyziologii nebo lékařství byly poprvé udělovány v roce 1901. Procento etnicky evropských nositelů Nobelovy ceny bylo během první a druhé poloviny 20. století 98 a 94 procent. Studie od japonského ministerstva mezinárodního obchodu a průmyslu (MITI) shrnula, že 54 % světových nejdůležitějších vynálezů bylo britských. Ze zbytku bylo 25 % amerických a 5 % japonských.
Západu se připisuje vynález parního stroje a přizpůsobení jeho použití do továren a pro výrobu elektrické energie. Elektromotor, elektrický generátor, transformátor, elektrické světlo a většina ze známých elektrických spotřebičů byly vynálezy Západu. Ottovy a Dieselovy spalovací motory jsou výrobky, jejichž vznik a raný vývoj se odehrály na Západě. Jaderné elektrárny se odvozují od prvního jaderného reaktoru zkonstruovaného v Chicagu v roce 1942.
Komunikační zařízení a systémy včetně telegrafu, telefonu, rádia, televize, telekomunikačních a navigačních družic, mobilního telefonu a internetu byly všechny vynalezeny na obyvateli Západu. Tužka, propiska, katodová trubice, displej z tekutých krystalů, elektroluminiscenční dioda, kamera, fotokopírka, laserová tiskárna, inkoustová tiskárna, plazmová obrazovka a web byly také vynalezeny na Západě.
Všudypřítomné materiály včetně hliníku, čirého skla, syntetické gumy, syntetického diamantu a plastů polyethylenu, polypropylenu, polyvinylchloridu a polystyrenu byly objeveny a vyvinuty nebo vynalezeny na Západě. Železné a ocelové lodě, mosty a mrakodrapy se poprvé objevily na Západě. Fixace dusíku a petrochemikálie byly vynalezeny obyvateli Západu. Většina z prvků byla objevena a pojmenována na Západě, stejně jako současné atomové teorie, které je vysvětlují.
Tranzistor, integrovaný obvod, paměťový čip, první programovací jazyk a počítač byly poprvé viděny na Západě. Lodní chronometr, lodní šroub, lokomotiva, jízdní kolo, automobil a letadlo byly všechny vynalezeny na Západě. Brýle, dalekohled, mikroskop a elektronový mikroskop, všechny druhy chromatografie, sekvenování proteinů a DNA, výpočetní tomografie, nukleární magnetické rezonance, rentgenového záření a světelné, ultrafialové a infračervené spektroskopie byly všechny nejdříve vyvíjeny a aplikovány v západních laboratořích, nemocnicích a továrnách.
V lékařství byla na Západě vytvořena čistá antibiotika. Metoda prevence Rh onemocnění, léčba cukrovky a zárodečná teorie nemocí byly objeveny obyvateli Západu. Vymýcení pravých neštovic bylo vedeno Donaldem Hendersonem, obyvatelem Západu. Rentgen, pozitronová emisní tomografie a lékařská ultrasonografie jsou důležitými diagnostickými nástroji vyvinutými na Západě. Další důležité diagnostické nástroje klinické biochemie, včetně metod spektrofotometrie, elektroforézy a imunoanalýzy, byly poprvé vyvinuty obyvateli Západu. Stejně tak fonendoskop, elektrokardiogram a endoskop. Vitamíny, hormonální antikoncepce, hormony, inzulin, beta-blokátory a inhibitory ACE spolu s řadou dalších lékařsky ověřených léků byly poprvé použity k vyléčení nemoci na Západě. Slepý pokus a medicína založená na důkazech jsou zásadní vědecké techniky široce používané na Západě pro lékařské účely.

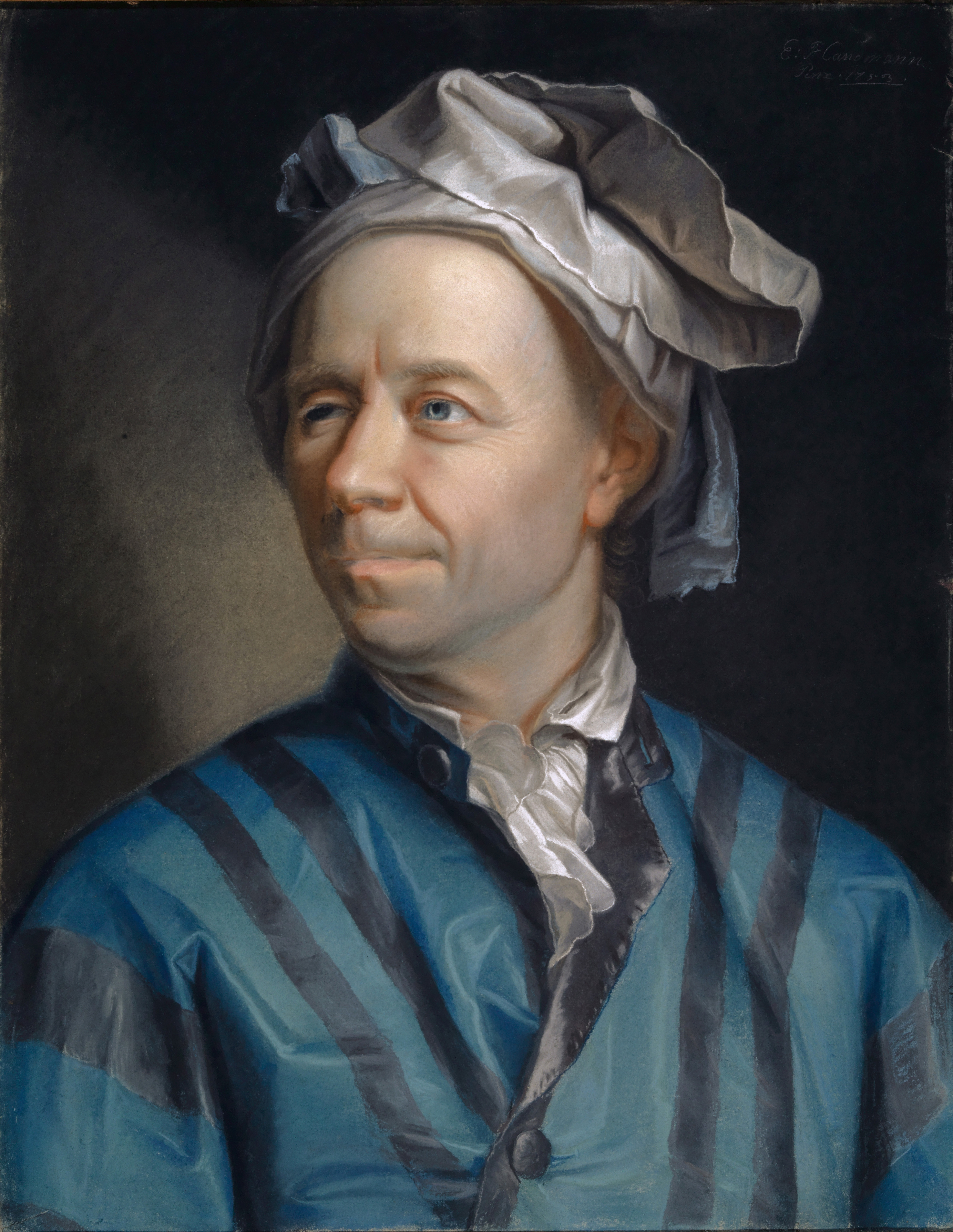
Euler byl jedním z největších matematiků v historii

V matematice byl obyvateli Západu vyvinut kalkulus, statistika, logika, vektory, tenzory a komplexní analýza, teorie grup, abstraktní algebra a topologie. V biologii jsou výtvory Západu evoluce, chromozomy, DNA, genetika a metody molekulární biologie. Ve fyzice byly věda o mechanice, kvantová mechanika, relativita, termodynamika a statistická mechanika všechny vyvinuty obyvateli Západu. Mezi objevy a vynálezy obyvatel Západu v oblasti elektromagnetismu patří Coulombův zákon (1785), první baterie (1800), jednota elektřiny a magnetismu (1820), Biotův–Savartův zákon (1820), Ohmův zákon (1827) a Maxwellovy rovnice (1871). Atom, jádro, elektron, neutron a proton byly všechny odhaleny obyvateli Západu.
Světově nejrozšířenější systém měření, soustava SI, odvozená z metrické soustavy, byla poprvé vyvinuta ve Francii a vyvinula se díky příspěvkům různých obyvatel Západu.
V obchodě, ekonomice a financích byly na Západě poprvé použity podvojné účetnictví, kreditní karty a charge karty.
Lidé ze Západu jsou také známí svými průzkumy zeměkoule a vesmíru. První expedice k obeplutí Země (1522) byla uskutečněna lidmi ze Západu, stejně jako první cesta na jižní pól (1911) a první přistání na Měsíci (1969). Přistání robotů na Marsu (2004 a 2012) a na asteroidu (2001), průzkumy vnějších planet Voyagerem 2 (Uran v roce 1986 a Neptun v roce 1989), průchod Voyageru 1 do mezihvězdného prostoru (2013) a průlet New Horizonsu kolem Pluta (2015) byly významné úspěchy Západu z 20. a 21. století.

## Média
Kořeny moderních západních masmédií lze vysledovat až do konce 15. století, kdy v bohatých evropských městech začaly fungovat tiskařské lisy. Vznik zpravodajských médií v 17. století je třeba vnímat v těsné souvislosti s rozšířením knihtisku, od kterého vydavatelský tisk odvozuje svůj název.
První digitální vysílací satelitní systém (DBS) začal vysílat v USA v roce 1975.
Počínaje 90. lety 20. století přispěl internet k obrovskému zvýšení dostupnosti obsahu západních médií.

## Náboženství
Původní náboženství Evropy byla polyteistická, ale ne homogenní – byla si však podobná, protože byla převážně indoevropského původu. Římské náboženství bylo podobné, ale ne totožné s helénským náboženstvím – stejně tak pro domorodý germánský polyteismus, keltský polyteismus a slovanský polyteismus. Před tímto obdobím bylo spoustu Evropanů ze severu, zejména Skandinávců, polyteistických, ačkoli jižní Evropa byla od 5. století převážně křesťanská.
Západní kultura byla na určité úrovni ovlivněná židovsko-křesťanskými a řecko-římskými tradicemi. Tyto kultury měly řadu podobností, například společný důraz na jednotlivce, ale také ztělesňují zásadně protichůdné pohledy na svět. Například v judaismu a křesťanství je Bůh nejvyšší autoritou, zatímco řecko-římská tradice považuje za konečnou autoritu rozum. Křesťanské pokusy o smíření těchto rámců byly zodpovědné za zachování řecké filozofie. Historicky byla Evropa centrem a kolébkou křesťanské civilizace.
Stejně jako v jiných oblastech i v západním světě existuje židovská diaspora a judaismus.
Náboženství v Evropě skomírá. Lidé, kteří jsou agnostici nebo ateisté dnes tvoří asi 18 % evropské populace. Konkrétně více než polovina obyvatel České republiky (79 % se považuje za agnostika, ateistu nebo nevěřícího), Spojeného království (52 %), Německa (25–33 %) Francie (30–35 %) a Nizozemska (39–44 %) jsou agnostici nebo ateisté.
Podle jiného průzkumu od Pew Research Center z roku 2011 však v západním světě křesťanství zůstává dominantním náboženstvím. Přibližně 70–84 % obyvatel tvoří křesťané. Podle tohoto průzkumu se 76 % Evropanů označilo za křesťany. Asi 86 % obyvatel Ameriky se identifikovalo jako křesťané (90 % v Latinské Americe a 77 % v Severní Americe). V Oceánii se 73 % hlásí ke křesťanství a 76 % obyvatel v Jižní Africe jsou křesťané.
Podle nových průzkumů o religiozitě v Evropské unii v roce 2012 provedených Eurobarometrem je křesťanství největším náboženstvím v Evropské unii, hlásí se k němu 72 % obyvatel. Katolíci jsou největší křesťanskou skupinou, tvoří 48 % občanů EU, zatímco protestanti tvoří 12 %, východní ortodoxní 8 % a ostatní křesťané 4 %. Nevěřící/agnostici tvoří 16 %, ateisté 7 % a muslimové 2 %.
V celém západním světě přibývá lidí, kteří se snaží oživit domorodá náboženství svých evropských předků; takové skupiny zahrnují germánské, římské, helénské, keltské, slovanské a polyteistické rekonstrukcionistické hnutí. Stejně tak Wicca, New Age a další novopohanské systémy víry se těší významné menšinové podpoře v západních státech.

## Sport

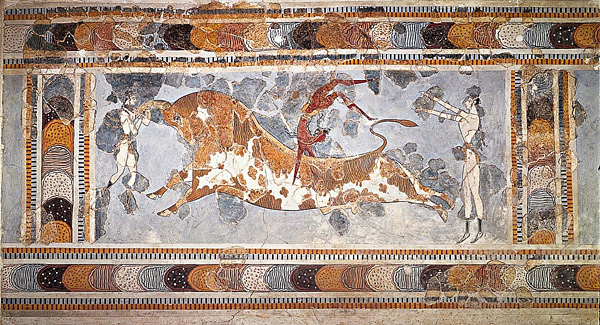
Freska z Velkého paláce v Knóssu na Krétě. Sport byl důležitou součástí západního kulturního projevu již od antiky.

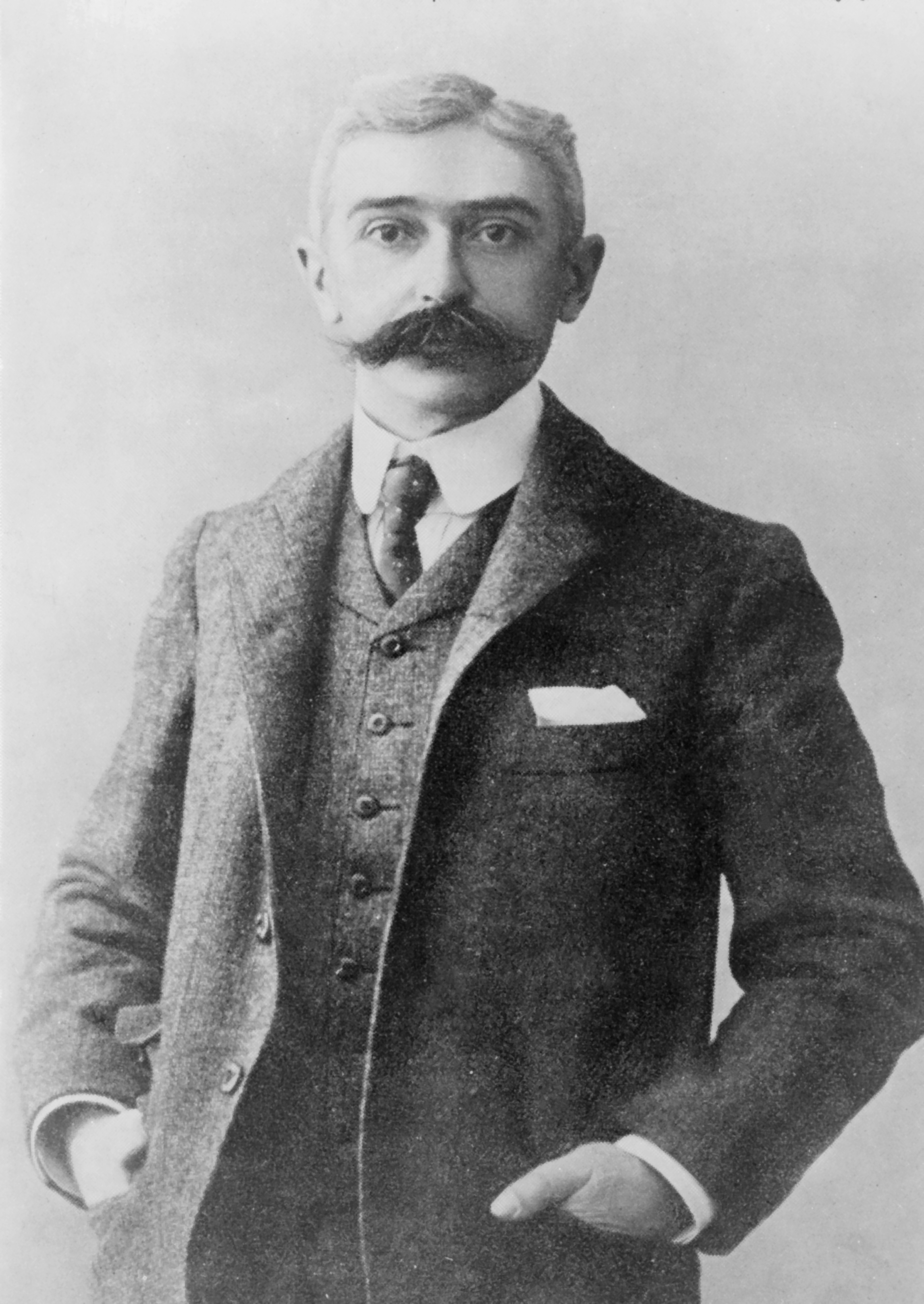
Baron Pierre de Coubertin, zakladatel Mezinárodního olympijského výboru, je považovaný za otce moderních olympijských her.

Od antiky byl sport důležitým aspektem západního kulturního projevu.
Široká škála sportů byla zavedena již v době starověkého Řecka a vojenská kultura a rozvoj sportu v Řecku se navzájem značně ovlivňovaly. Sport se stal tak výraznou součástí jejich kultury, že Řekové vytvořili olympijské hry, které se ve starověku konaly každé čtyři roky v malé vesnici na Peloponésu zvané Olympie. Baron Pierre de Coubertin, Francouz, podnítil moderní obrodu olympijského hnutí. První moderní olympijské hry se konaly v Aténách v roce 1896.
Římané stavěli obrovské stavby, jako jsou amfiteátry, kde se konaly jejich sportovní festivaly. Římané projevovali vášeň pro krvavé sporty, jako byly nechvalně známé gladiátorské bitvy, které stavěly soutěžící proti sobě v boji na život a na smrt. Olympijské hry oživily mnoho sportů antiky, např. zápas řecko-římský, hod diskem a hod oštěpem. Býčí zápasy jsou tradiční podívanou ve Španělsku, Portugalsku, jižní Francii a některých zemí Latinské Ameriky. Své kořeny má v prehistorickém uctívání býků a obětech a je často spojován s Římem, kde se konalo mnoho bojů mezi lidmi a zvířaty. Býčí zápasy se rozšířily ze Španělska do jeho amerických kolonií a v 19. století do Francie, kde se vyvinuly do svébytné podoby.
Rytířství a lov byly populární sporty v evropském středověku a šlechtické vrstvy si rozvinuly vášeň pro volnočasové aktivity. Velké množství populárních globálních sportů bylo poprvé vyvinuto nebo kodifikováno v Evropě. Moderní hra golfu vznikla ve Skotsku, kde je prvním písemným záznamem o golfu zákaz hry Jakubem II. v roce 1457 jako nevítané rozptýlení při učení lukostřelby.
Průmyslová revoluce, která začala v Británii v 18. století, přinesla více volného času, což vedlo k tomu, že občané měli více času navštěvovat a sledovat divácké sporty, k větší účasti na atletických aktivitách a jejich větší dostupnosti. Tyto trendy pokračovaly s nástupem masových médií a globální komunikace. Pálkový a míčový sport kriket se poprvé hrál v Anglii během 16. století a byl exportován do celého světa prostřednictvím Britského impéria. Řada populárních moderních sportů byla vymyšlena nebo kodifikována v Británii během 19. století a získala celosvětový význam – mezi ně patří ping pong, moderní tenis, fotbal, nohejbal a ragby.
Fotbal zůstává v Evropě velmi populární, ale od svých počátků se stal známým jako světová hra. Podobně se sporty jako kriket, ragby a nohejbal vyvážely do celého světa, zejména mezi země Commonwealthu, takže Indie a Austrálie patří mezi nejsilnější kriketové státy, zatímco o vítězství na mistrovství světa v ragby se dělil Nový Zéland, Austrálie, Anglie a Jihoafrická republika.
Australský fotbal, australská variace fotbalu s podobností s galským fotbalem a ragby, se vyvinula v britské kolonii Victoria v polovině 19. století. Spojené státy také vyvinuly jedinečné variace anglických sportů. Angličtí migranti vzali předchůdce baseballu do Ameriky během koloniálního období. Historii amerického fotbalu lze vysledovat k raným verzím ragbyového fotbalu a fotbalu. Mnoho her známých jako „fotbal“ se hrálo na vysokých školách a univerzitách ve Spojených státech v první polovině 19. století. Americký fotbal vyplynul z několika hlavních odchylek od ragby, zejména změn pravidel zavedených Walterem Campem, „otcem amerického fotbalu“. Basketbal byl vynalezen v roce 1891 Jamesem Naismithem, kanadským instruktorem tělesné výchovy působícím ve Springfieldu v Massachusetts ve Spojených státech. Volejbal byl vytvořen v Holyoke v Massachusetts, ve městě přímo severně od Springfieldu, v roce 1895.

## Témata a tradice

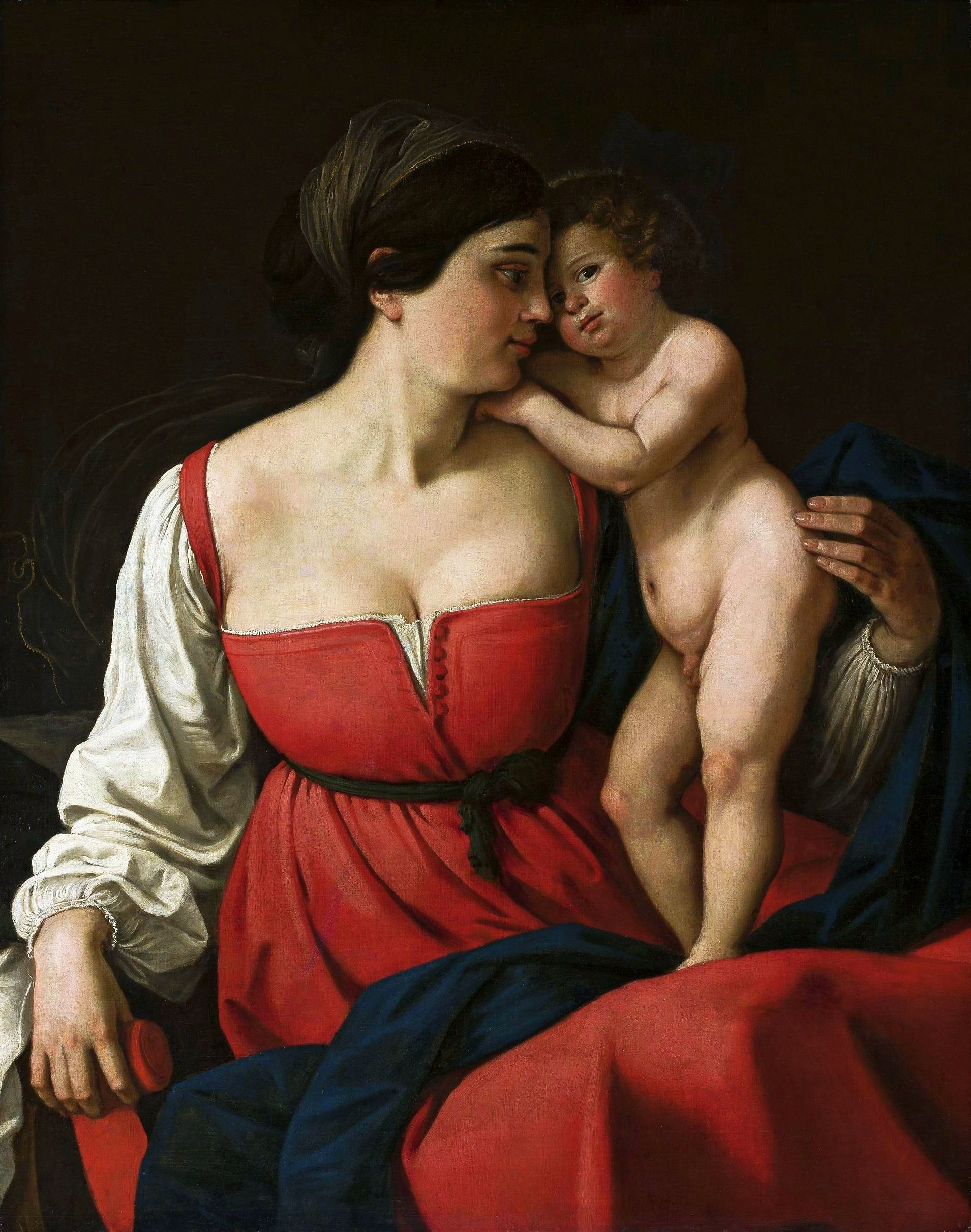
Obraz Madony s dítětem od anonymního Itala z 1. poloviny 19. století, olej na plátně.

Západní kultura vyvinula mnoho témat a tradic, z nichž nejvýznamnější jsou:
- Řecko-římská klasická písmena, umění, architektura, filozofická a kulturní tradice, která zahrnuje vliv předních autorů a filozofů jako je Sokrates, Platón, Aristoteles, Homér, Virgilius a Cicero, stejně jako dlouhou mytologickou tradici.
- Křesťanská etická, filozofická a mytologická tradice, vycházející z velké části z křesťanské Bible, zejména z evangelií Nového zákona.[152][153][42]
- Kláštery, školy, knihovny, knihy, tvorba knih, univerzity, výukové, vzdělávací a přednáškové sály.
- Tradice důležitosti právního státu.
- Sekulární humanismus, racionalismus a osvícenské myšlení. To vytvořilo základ pro nový kritický postoj a otevřené zpochybňování náboženství, upřednostňující svobodné myšlení a zpochybňování církve jako autority, což vedlo k otevřeným a reformistickým ideálům uvnitř, jako je teologie osvobození, která tyto proudy částečně převzala, a sekulárním a politickým tendencím, jako je odluka církve od státu (někdy nazývaná laicismus), agnosticismus a ateismus.
- Všeobecné použití některé formy latinské nebo řecké abecedy a odvozených forem, jako je cyrilice, která je používaná těmi jižními a východními slovanskými zeměmi, které uznávají křesťanské ortodoxní tradice, historicky patřily pod Byzantskou říši a později byly v ruské carské nebo sovětské sféře vlivu. Jiné varianty latinky nebo řecké abecedy se nacházejí v gótské a koptské abecedě, která historicky nahradila starší písma, jako jsou runy, a egyptské démotické a hieroglyfické systémy.
- Přirozené právo, lidská práva, konstitucionalismus, parlamentarismus (nebo prezidencialismus) a v nedávné době formální liberální demokracie – před 19. stoletím byla většina západních vlád stále monarchiemi.
- Velký vliv v moderní době na mnoho ideálů a hodnot byl vyvinut a zděděn z romantismu.
- Důraz na vědu a její využití jako prostředku k porozumění přírodnímu světu a místu lidstva v něm.
- Výraznější využívání a aplikace inovací a vědeckého rozvoje, stejně jako racionálnější přístup k vědeckému pokroku (to, co bylo známo jako vědecká metoda).